# Huile d'olive de Corse
L'huile d'olive de Corse est protégée par une appellation d'origine contrôlée (AOC) à la suite d'une 
enquête diligentée par l'INAO, en 2004, et par une appellation d'origine protégée (AOP), au niveau européen depuis 2011. Elle est produite dans les départements des Haute-Corse et de Corse-du-Sud, couvre 2 100 hectares et concerne 297 communes de l'île.
La récolte "à l'Ancienne" , l'entretien des vieux vergers et le pressage des olives en Corse sont inscrits à l'inventaire du patrimoine culturel immatériel en France depuis 2023.

## Histoire
La Corse est l'un des sanctuaires de l'olivier en Méditerranée. La région de Filitosa a été peuplée à partir de la révolution néolithique. Les hommes vivaient de l'agriculture, de l'élevage et construisaient les premiers villages. C'est à cette époque que les premières huiles furent obtenues avec le pistachier lentisque et l'oléastre.

L'olivier millénaire sur le site de Filotosa
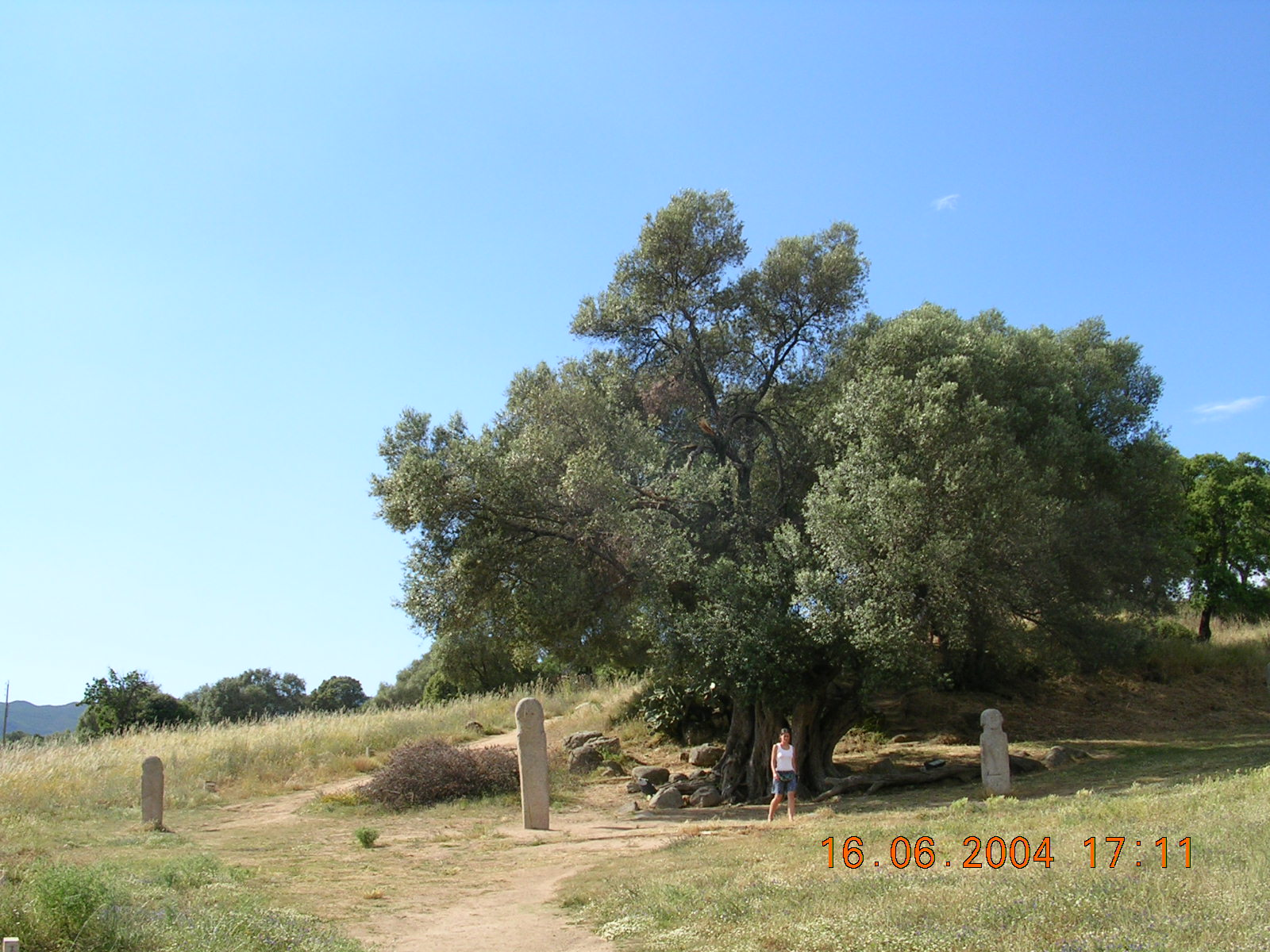
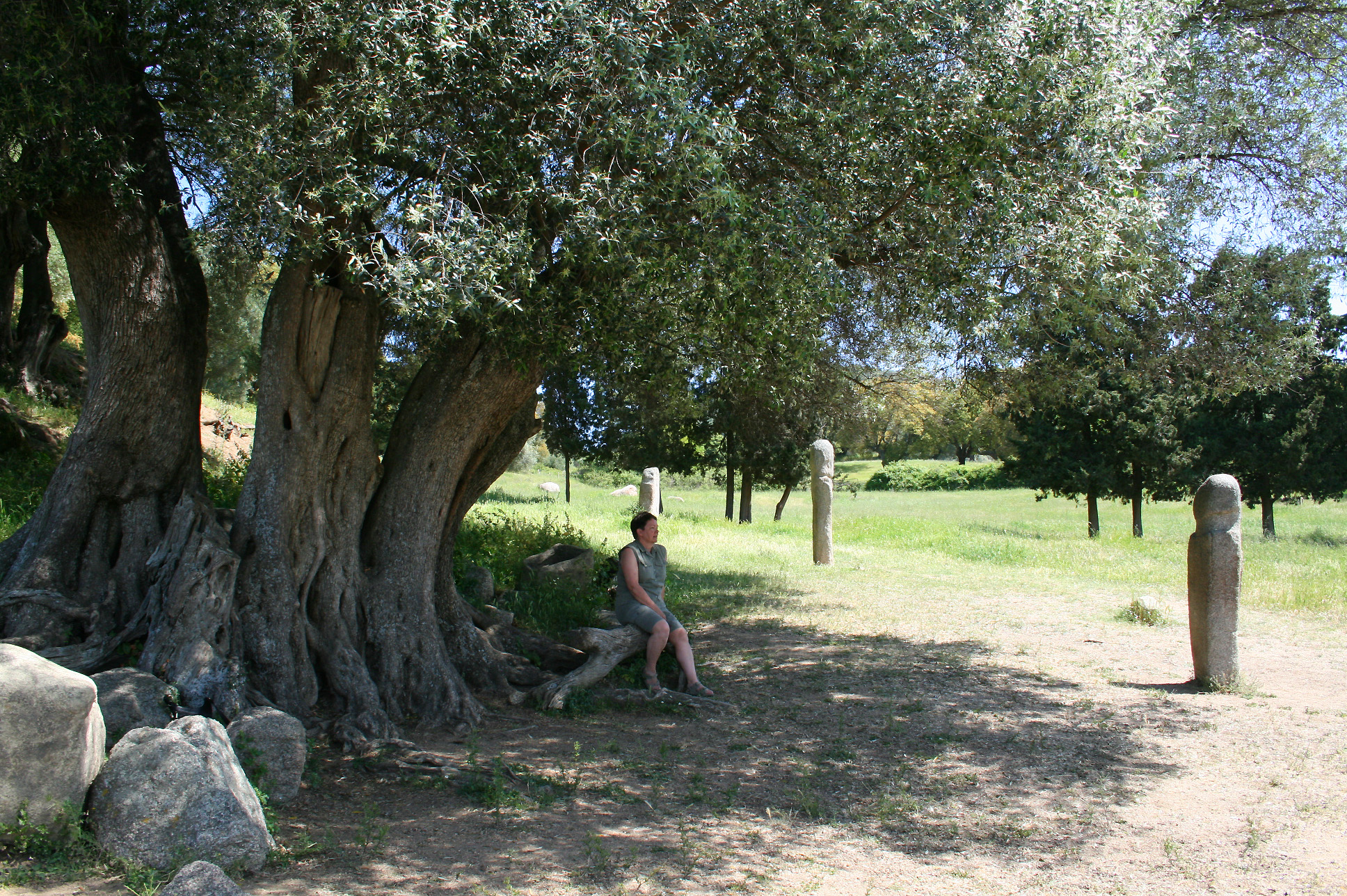

Le site préhistorique de Filitosa, sur la commune de Sollacaro, a été découvert en 1946 par le propriétaire des lieux, Charles-Antoine Cesari. Les fouilles entreprises dès 1954 ont montré qu'il fut occupé entre −3 300 et −1 500. C'est au cours de cette période que furent érigés par les Torréens des menhirs de 2 ou 3 mètres. Certains oliviers, parmi les plus anciens de Méditerranée, datent de cette période. En effet, il existe certains pieds âgés de plus de 3 000 ans qui sont toujours en production. Sur le site lui-même cinq statues-menhirs, inscrites dans un demi-cercle, jouxtent un gros olivier, qui doit être âgé de plus de 1 000 ans.

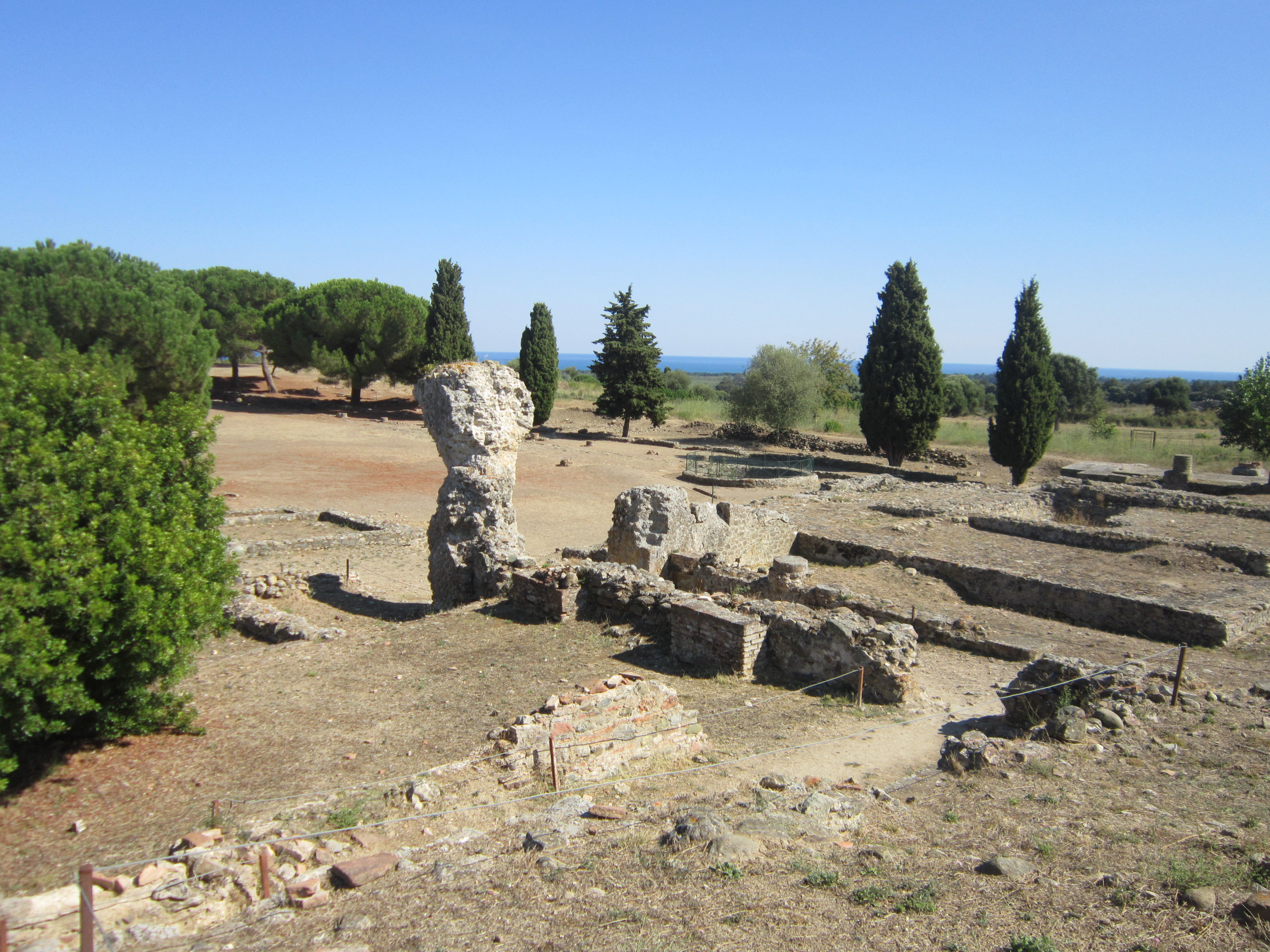
Le site archéologique d'Alalia (Aleria)

Tout au cours de l'antiquité, l'île a été une terre de contact, escale pour les navigateurs et les premiers marchands. Leur présence fut favorable à la culture de l'olivier. En 565, fut fondé Alalia par les Phocéens. La première activité de ces grecs venus d'Asie mineure fut la piraterie.

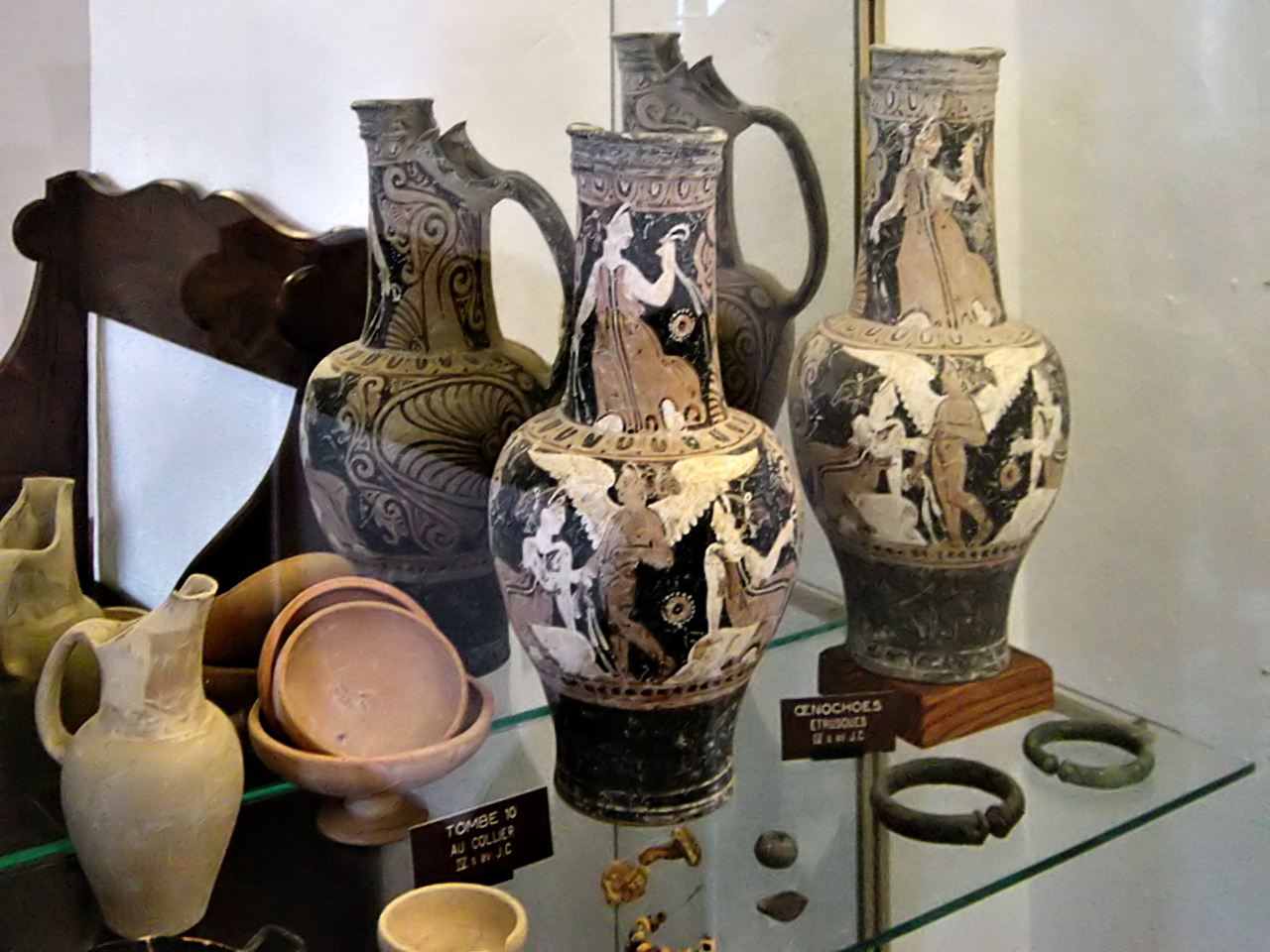
Œnochées et jarres à huile d'Aléria

Ce fut l'une des causes de la réaction des Étrusques et des Carthaginois qui affrontèrent sur mer les Phocéens lors de la bataille d'Alalia. Ce coup de semonce naval, s'il ne fut pas décisif, incita pourtant les Grecs de Corse à transformer leur port en comptoir (emporion). Les pirates devenus négociants purent ainsi approvisionner les indigènes de l'arrière-pays en vin et huile d'olive qu'ils échangeaient contre des minerais.
En dépit de l'installation des Étrusques sur la côte orientale de Corse, la présence des grecs à Alalia perdura jusqu'au IIe siècle av. J.-C. Les légions romaines mirent alors le siège devant le port phocéen. En dépit d'une forte résistance, les grecs durent céder et Rome rebaptisa ce site Aléria. Entretemps, les colons s'étaient installés sur les plaines fertiles produisant du blé, de l'huile, du vin et du miel qui étaient envoyés vers Rome.

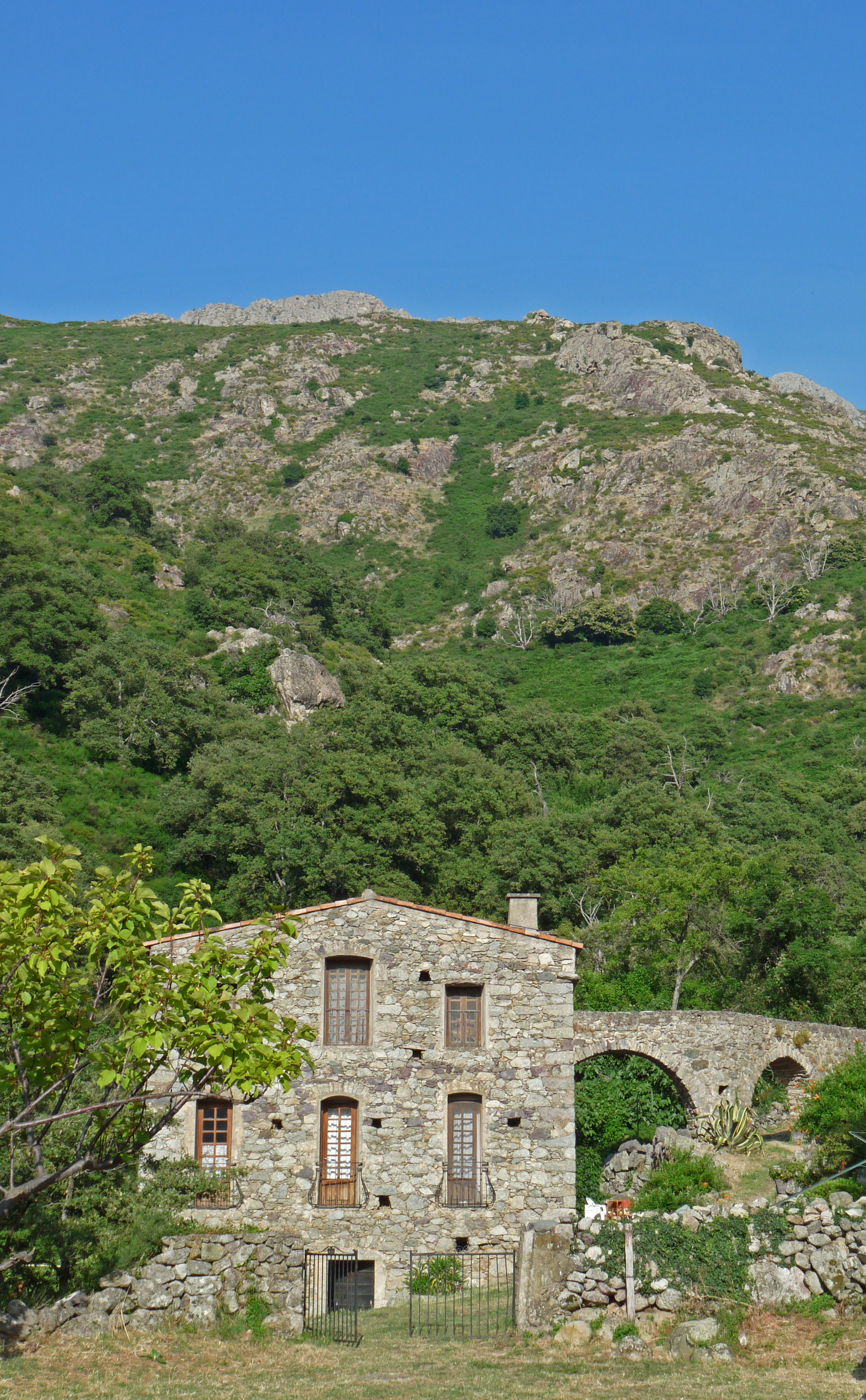
Moulin à huile de Feliceto, XVIIIe siècle

Maximilien Bigot, dans son étude sur la paysannerie corse, réalisée en 1869, précise qu'initialement « le merle, gibier apprécié, a rendu de grands services dans la culture de l'olivier, disséminant les noyaux des olives dont il est friand. On lui doit ainsi d'innombrables sauvageons que la greffe transforme en vaste forêt d'oliviers. ».

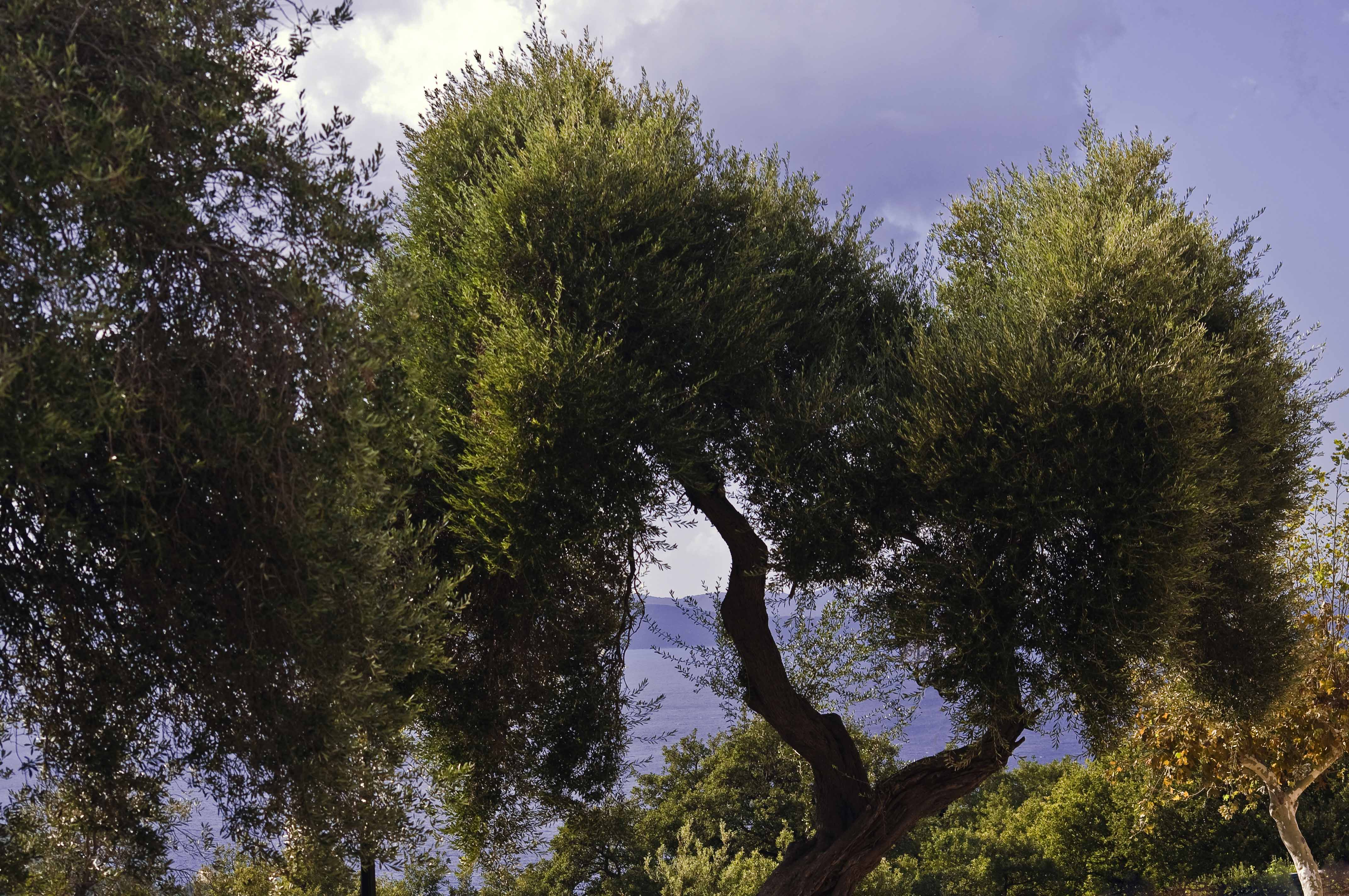
Oliviers non taillés

Félicienne Ricciardi-Bartoli, dans son ouvrage L'olivier en Corse, édité en 2004, explique : « Déjà présent au Moyen-Age, au sein d'une arboriculture variée, l'olivier ne se développe réellement que vers les XIVe siècle et XVe siècle. Il n'occupe cependant à la fin du XVIIe siècle qu'une superficie restreinte. ».
Jusqu'au XVIIIe siècle, les oliviers n'étaient ni taillés, ni cultivés, de sorte que leurs propriétaires n'obtenaient une récolte abondante que tous les trois ou quatre ans. À partir du XIXe siècle, les Corses se mirent à entretenir leurs oliveraies « l'essentiel du travail consistant à couper les branches mortes des arbres et à bêcher la terre autour des pieds. Greffage et nettoyage sous les oliviers avant la récolte constituaient les autres soins. Dès lors, ils bénéficièrent de récoltes une année sur deux ». En 1820, on recensa 12 millions d'oliviers en production. On compta deux années de rendement exceptionnel : en 1836 et en 1869, on parla à l'époque d'une véritable pluie d'or.
L'olivier ne s'est réellement développé en Corse qu'au XIXe siècle. Dans les années 1890, les oliviers donnaient en moyenne 400 000 hectolitres de fruits dont 20 000 étaient employés à la fabrication de l'huile.
Les oliviers participèrent alors grandement à la richesse économique de l'île, et principalement en Balagne et dans la région de Bonifacio. Mais un contexte international défavorable (Première Guerre mondiale puis Seconde Guerre mondiale) entraina le déclin de cette production. Ce n'est qu'après les années 1950 que l'oléiculture connut un nouvel essor. Actuellement les oliveraies récoltées couvrent 2 100 hectares de l'île et 500 producteurs récoltent à partir du mois de décembre.
Depuis 2004 l'huile d'olive de Corse est protégée par une appellation d'origine contrôlée dont l'aire de production comprend 297 communes. L'appellation permet de garantir que l'huile achetée est produite à partir d'un verger local et selon des techniques de production qui respectent les « usages locaux, loyaux et constants. ».

## Situation géographique

### Orographie
Les oliviers ont colonisé tout le territoire de l'île entre 2 et 700 mètres d'altitude. Ils sont présents sur différents types de reliefs qui vont des coteaux pentus à des vergers en plaine en passant par des cultures en terrasses ou sur plateaux.

### Géologie
Ils poussent sur des sols essentiellement constitués de schistes et granites et de quelques poches calcaires. Ce sont des sols dont les roches principales sont fortement dégradées. Ces types de sols sont peu profonds, et recouverts d'un substrat pauvre et aride.

### Climat
Le climat de la Corse, de type méditerranéen, est marqué par une sécheresse estivale d’environ cinq mois. Les saisons sont favorables à l'olivier puisque les étés sont chauds, avec une forte insolation, les hivers doux, avec une quasi-absence de gelées. Les influences marines assurent une hygrométrie importante. Ces bonnes conditions climatiques permettent aux oliviers d'avoir un bon développement. Certains arbres, parmi les variétés les plus vigoureuses, atteignent 20 mètres de hauteur.

## Liste des communes productrices
L’aire géographique s'étend sur les 297 communes. Cette aire est constituée d’un grand nombre de bassins de production isolés en raison du relief très tourmenté de l'île avec des axes de communication difficiles.

### Corse-du-Sud (2A)

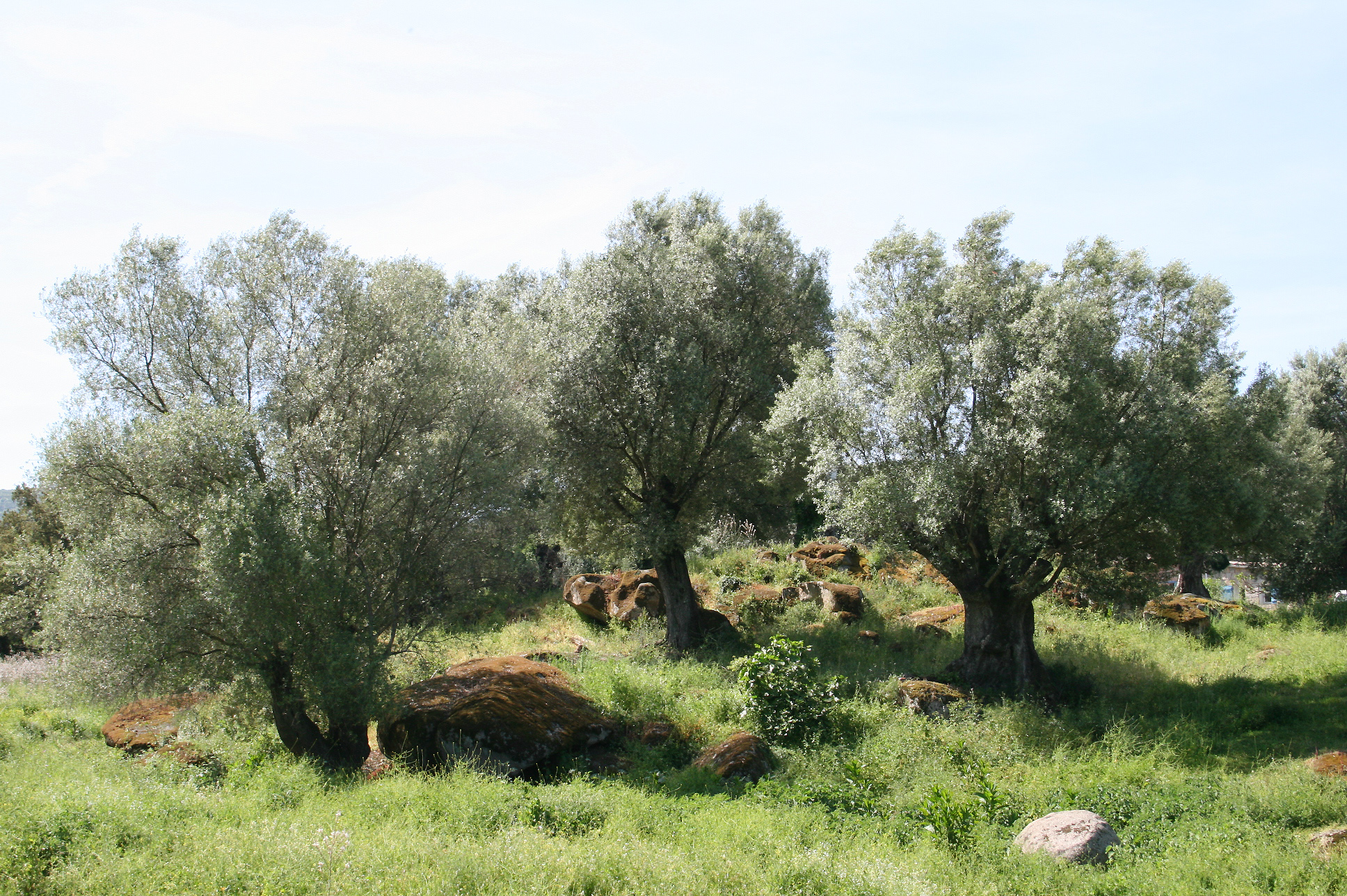
Oliveraie de Sollacaro

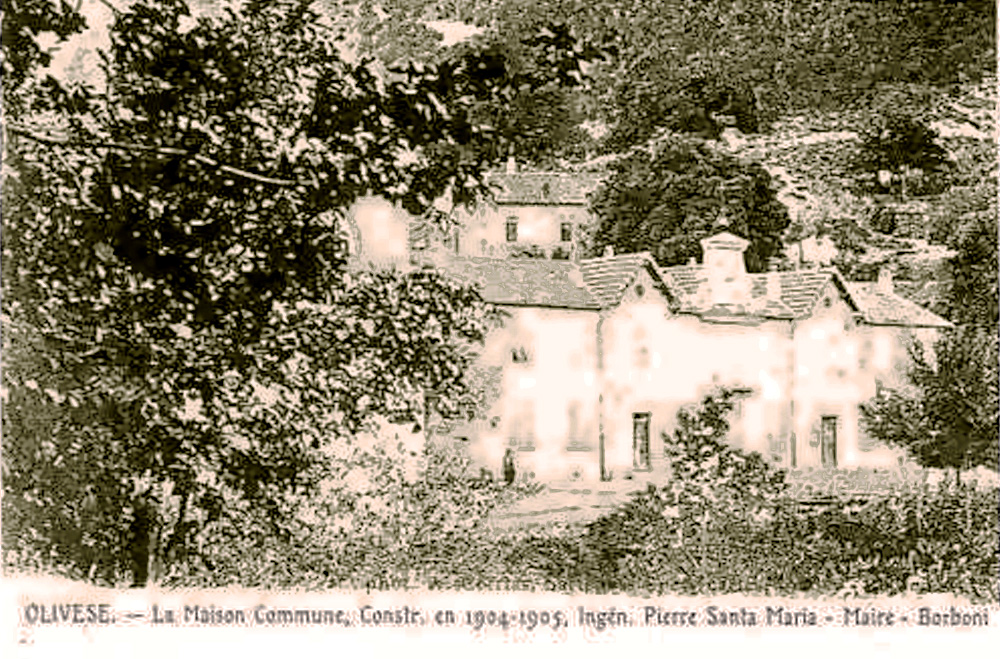
Olivese vue à travers les oliviers

Afa, Ajaccio, Alata, Albitreccia, Altagène, Ambiegna, Appietto, Arbellara, Arbori, Argiusta-Moriccio, Arro, Azilone-Ampaza, Azzana, Balogna, Bastelicaccia, Belvédère-Campomoro, Bilia, Bonifacio, Calcatoggio, Campo, Cannelle, Carbini, Carbuccia, Cardo-Torgia, Cargèse, Cargiaca, Casaglione, Casalabriva, Cauro, Coggia, Cognocoli-Monticchi, Conca, Corrano, Coti-Chiavari, Cuttoli-Corticchiato, Eccica-Suarella, Figari, Foce, Forciolo, Fozzano, Frasseto, Giuncheto, Granace, Grossa, Grosseto-Prugna, Guargualé, Lecci, Letia, Levie, Lopigna, Loreto-di-Tallano, Marignana, Mela, Moca-Croce, Monacia-d'Aullène, Murzo, Ocana, Olivese, Olmeto, Olmiccia, Osani, Ota, Partinello, Peri, Petreto-Bicchisano, Piana, Pianottoli-Caldarello, Pietrosella, Pila-Canale, Porto-Vecchio, Propriano, Rosazia, Sainte-Lucie-de-Tallano, Salice, San-Gavino-di-Carbini, Sant'Andréa-d'Orcino, Santa-Maria-Figaniella, Santa-Maria-Siché, Sari-d'Orcino, Sari-Solenzara, Sarrola-Carcopino, Sartène, Serra-di-Ferro, Serra-di-Scopamène, Serriera, Sollacaro, Sorbollano, Sotta, Tavaco, Ucciani, Urbalacone, Valle-di-Mezzana, Vero, Vico, Viggianello, Villanova, Zérubia, Zévaco, Zigliara, Zonza, Zoza.

### Haute-Corse (2B)

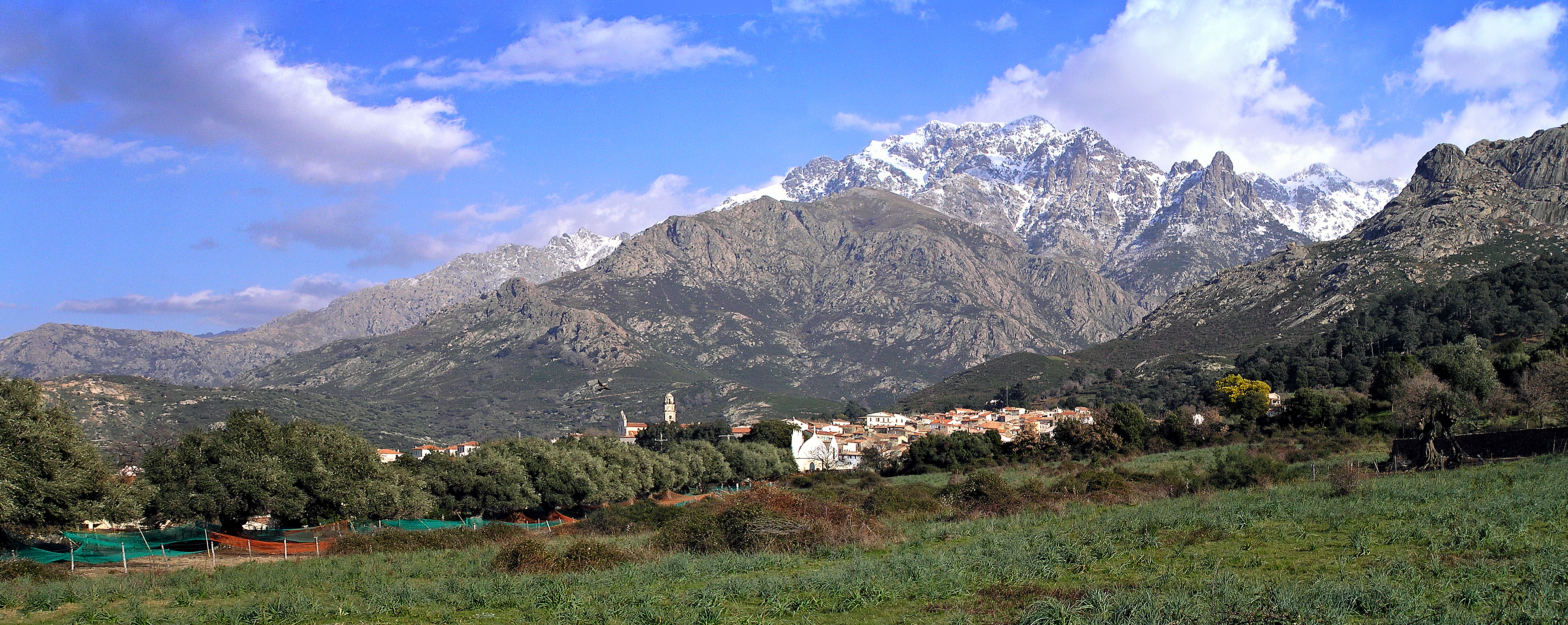
Le village de Calenzana et son oliveraie

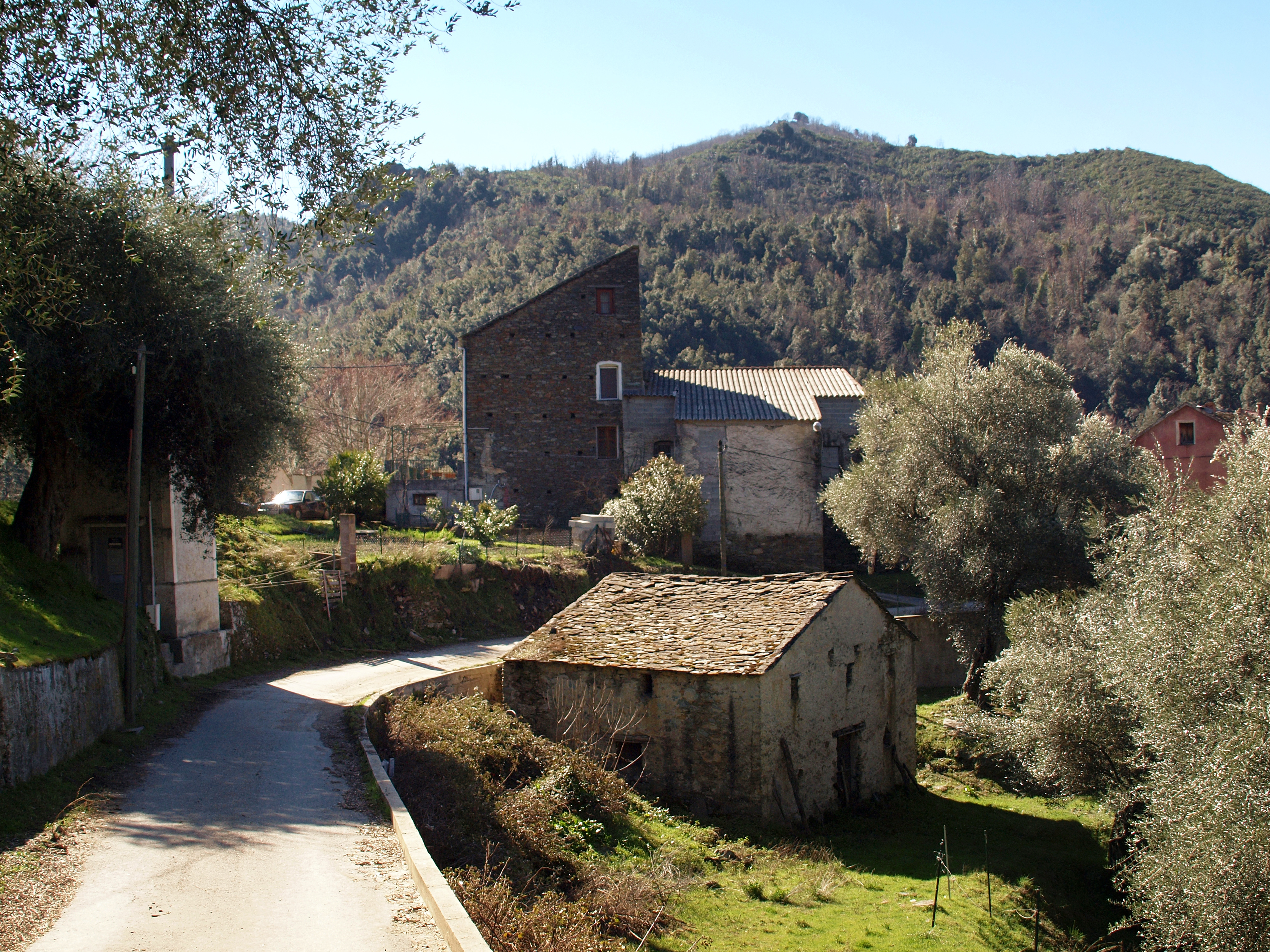
Hameau de Fornu, à Bisinchi, entouré d'oliviers

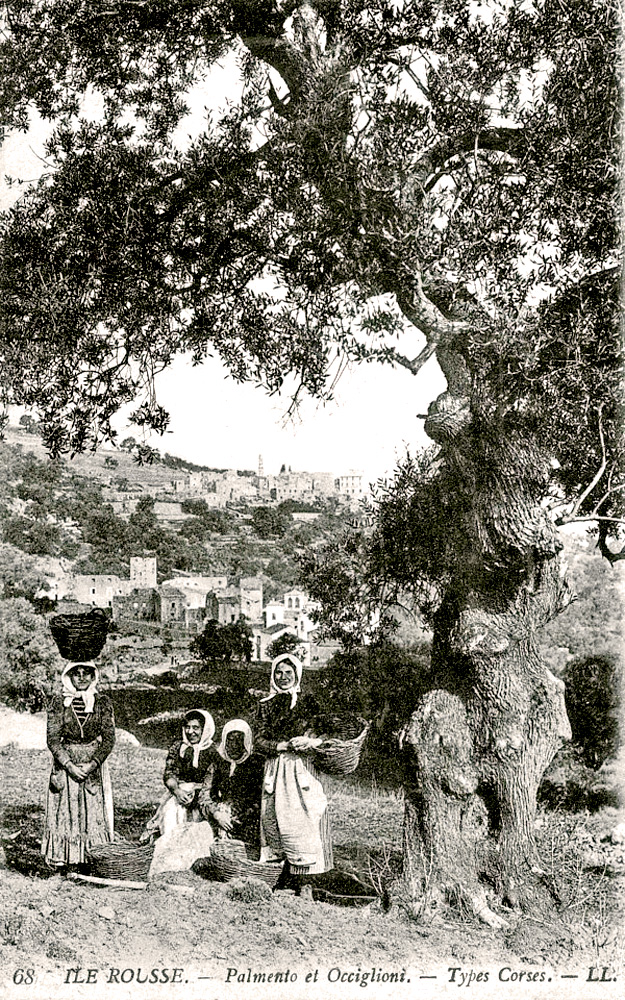
Oliviers entre Palmento et Occigliani, hameaux de Santa-Reparata-di-Balagna

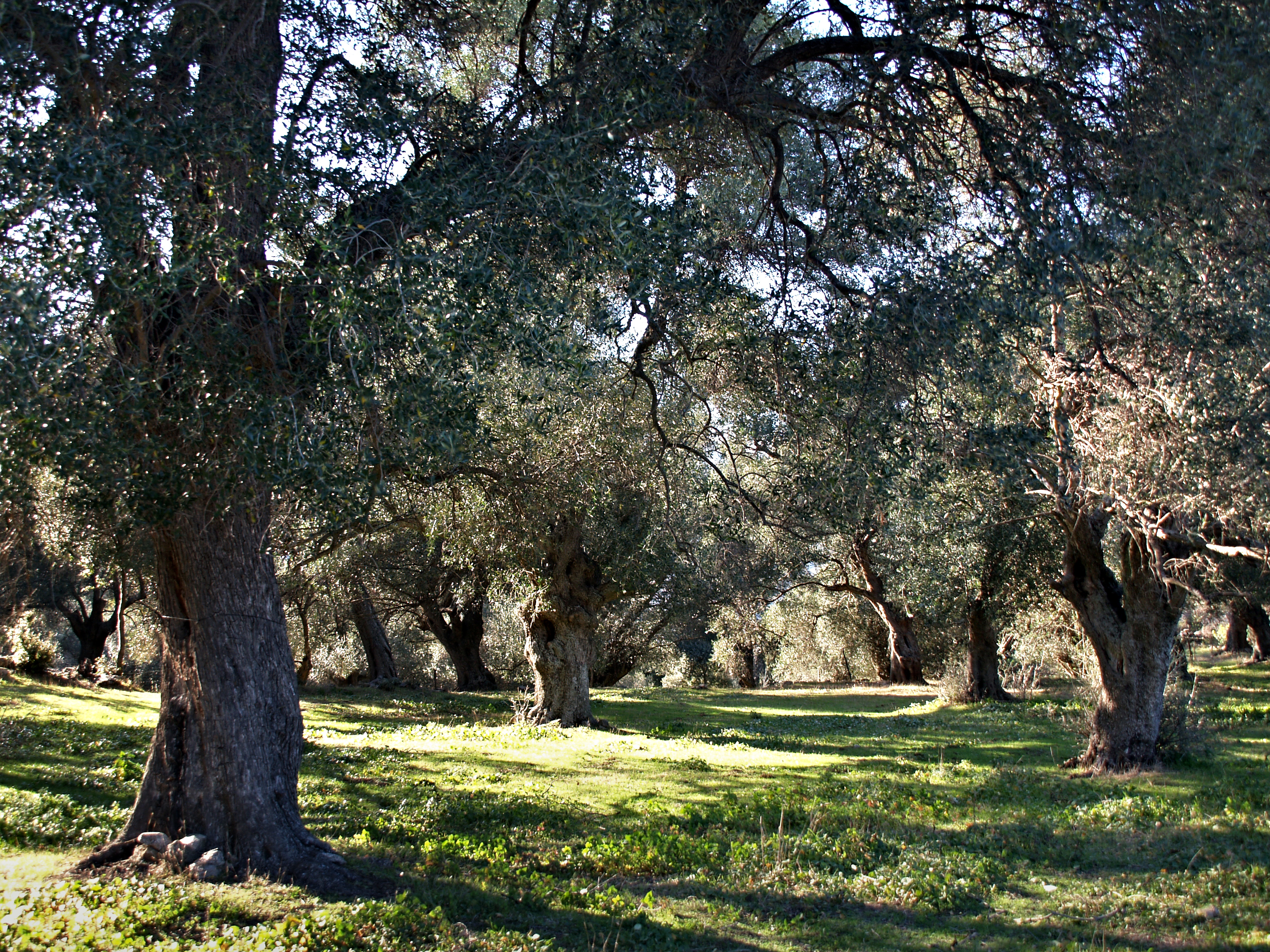
Oliveraie entre Muro et Murato

Aghione, Alando, Aléria, Algajola, Altiani, Ampriani, Antisanti, Aregno, Avapessa, Barbaggio, Barrettali, Bastia, Belgodère, Bigorno, Biguglia, Bisinchi, Borgo, Brando, Cagnano, Calenzana, Calvi, Campi, Campile, Campitello, Canale-di-Verde, Canari, Canavaggia, Casabianca, Casalta, Casevecchie, Castellare-di-Casinca, Castellare-di-Mercurio, Castello-di-Rostino, Castifao, Castiglione, Castineta, Castirla, Cateri, Centuri, Cervione, Chiatra, Chisa, Corbara, Corte, Costa, Croce, Crocicchia, Erbajolo, Ersa, Farinole, Favalello, Feliceto, Ficaja, Focicchia, Furiani, Galéria, Gavignano, Ghisonaccia, Giocatojo, Giuncaggio, Isolaccio-di-Fiumorbo, Lama, La Porta, Lavatoggio, Lento, L'Île-Rousse, Linguizzetta, Loreto-di-Casinca, Lucciana, Lugo-di-Nazza, Lumio, Luri, Manso, Matra, Meria, Moïta, Moltifao, Monacia-d'Orezza, Moncale, Monte, Montegrosso, Monticello, Morosaglia, Morsiglia, Murato, Muro, Nessa, Nocario, Noceta, Nonza, Novella, Occhiatana, Ogliastro, Olcani, Oletta, Olmeta-di-Capocorso, Olmeta-di-Tuda, Olmo, Omessa, Ortiporio, Palasca, Pancheraccia, Parata, Patrimonio, Penta-Acquatella, Penta-di-Casinca, Pero-Casevecchie, Piano, Piazzole, Piedicorte-di-Gaggi, Piedicroce, Piedigriggio, Pietra-di-Verde, Pietracorbara, Pietralba, Pietraserena, Pietroso, Piève, Pigna, Pino, Poggio-d'Oletta, Poggio-di-Nazza, Poggio-di-Venaco, Poggio-Marinaccio, Poggio-Mezzana, Polveroso, Popolasca, Porri, Prato-di-Giovellina, Prunelli-di-Casacconi, Prunelli-di-Fiumorbo, Pruno, Quercitello, Rapaggio, Rapale, Riventosa, Rogliano, Rospigliani, Rutali, Saint-Florent, San-Damiano, San-Gavino-d'Ampugnani, San-Gavino-di-Fiumorbo, San-Gavino-di-Tenda, San-Giovanni-di-Moriani, San-Giuliano, San-Martino-di-Lota, San-Nicolao, Sant'Andréa-di-Bozio, Sant'Andréa-di-Cotone, Sant'Antonino, Santa-Lucia-di-Mercurio, Santa-Lucia-di-Moriani, Santa-Maria-di-Lota, Santa-Maria-Poggio, Santa-Reparata-di-Balagna, Santa-Reparata-di-Moriani, Santo-Pietro-di-Tenda, Santo-Pietro-di-Venaco, Scata, Scolca, Sermano, Serra-di-Fiumorbo, Silvareccio, Sisco, Solaro, Sorbo-Ocagnano, Sorio, Soveria, Speloncato, Stazzona, Taglio-Isolaccio, Talasani, Tallone, Tomino, Tox, Tralonca, Urtaca, Valle-d'Orezza, Valle-di-Campoloro, Valle-di-Rostino, Vallecalle, Velone-Orneto, Venaco, Ventiseri, Venzolasca, Verdèse, Vescovato, Vezzani, Vignale, Ville-di-Paraso, Ville-di-Pietrabugno, Volpajola, Zalana, Zilia, Zuani.

## Variétés d'olives

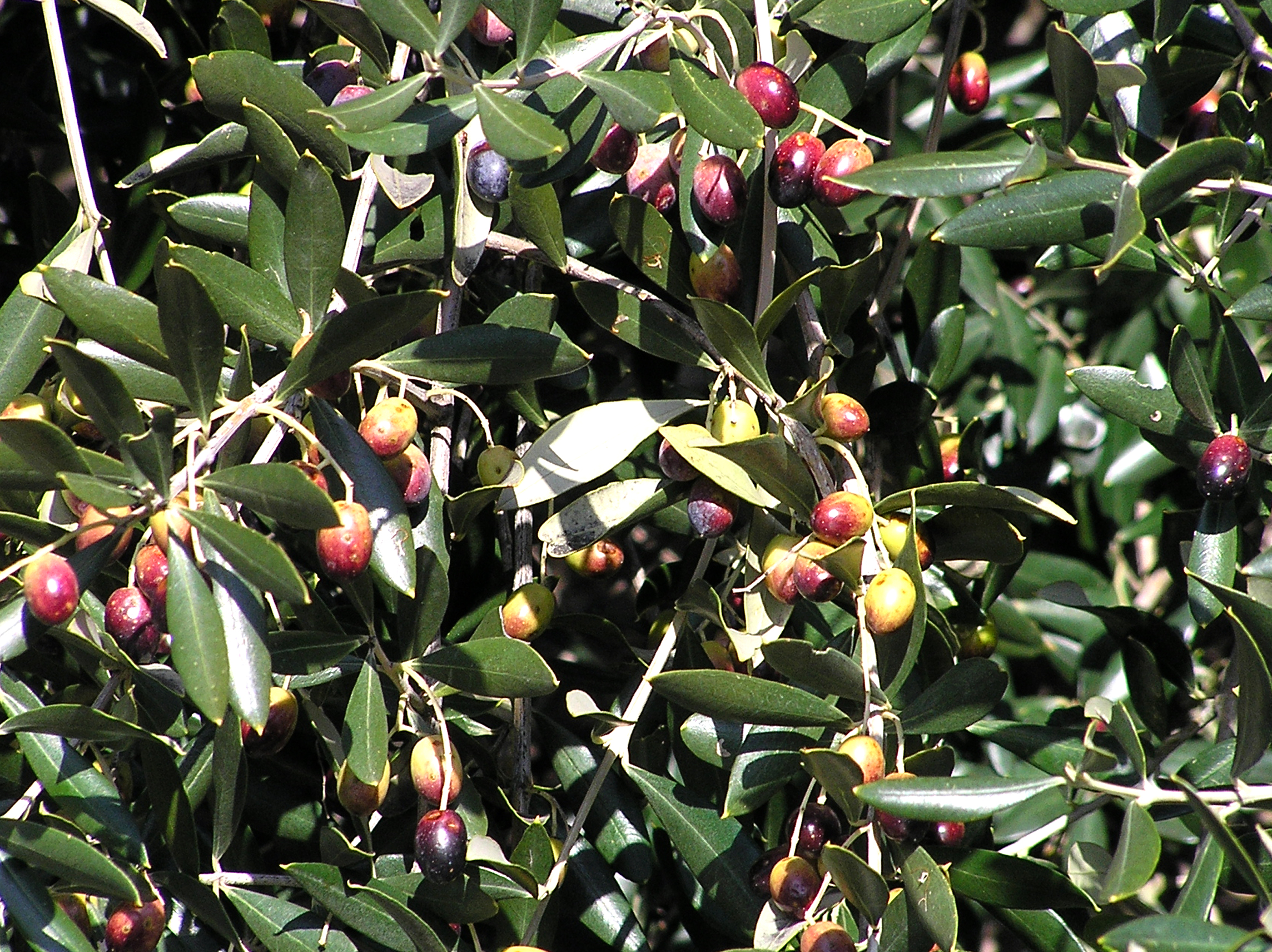
Olives de la variété sabine

Les variétés d'oliviers sont nombreuses. On trouve en Corse la Sabine, typique de la Balagne, la Germaine de Casinca, la Zinzala, dans le Taravu et le Valincu, la Capannace, la Germaine de Tallano ou la Curtinese. Ces variétés d'olives, typiques de l’île, représentent le patrimoine oléicole insulaire souvent millénaire.
En Balagne, trois de ces variétés semblent avoir été apportées par les envahisseurs successifs de l'île : les Sarrasins (Saracini), les Génois (Genuvesi) et les Sabins (Sabinacci). Pourtant les généticiens ont mis en évidence que la Sabine est une variété endémique à la Corse qui fut sélectionnée dès le néolithique par l’homme à partir de l'oléastre.

## Méthodes culturales et réglementaires

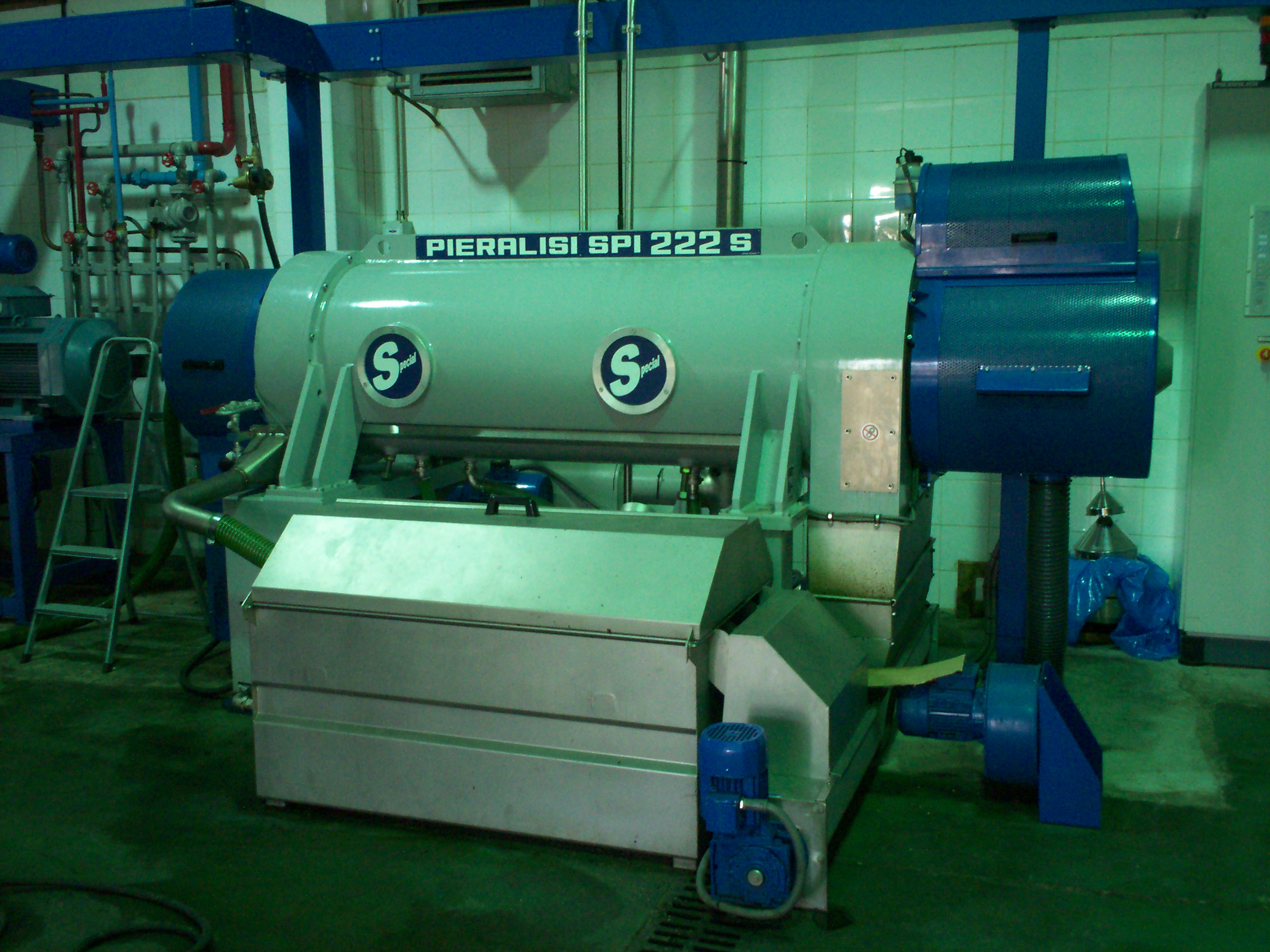
Pressoir moderne pour extraction de l'huile d'olive

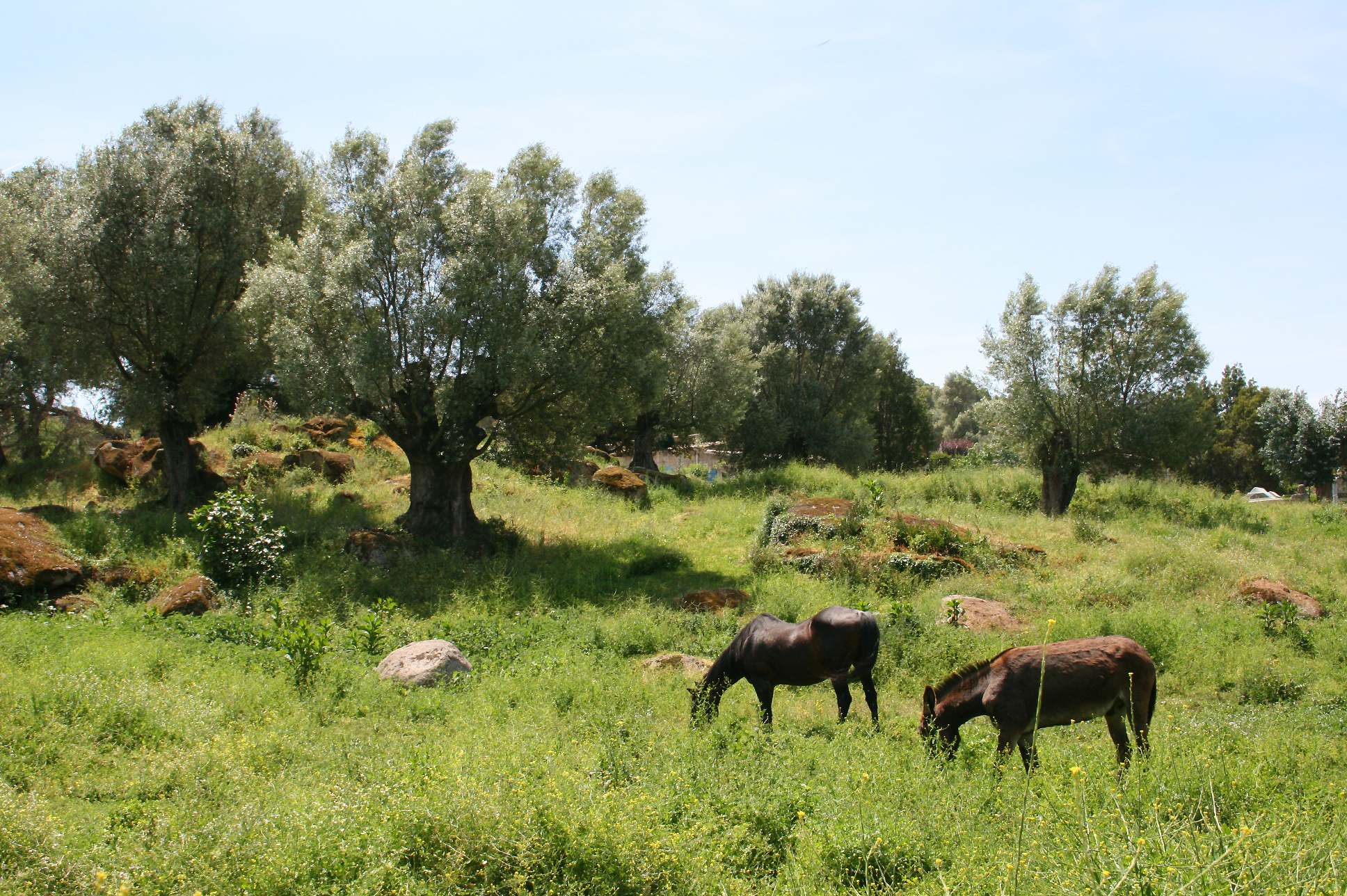
Chevaux corses pâturant dans une oliveraie

Chaque pied d'olivier doit disposer d’une superficie minimale de 24 m2 par arbre et la distance minimale entre ceux-ci doit être au moins égale à 4 mètres. Les vergers doivent être entretenus soit par des façons culturales, soit enherbés et fauchés, ou pâturés tous les ans. L'irrigation pendant la période de végétation de l'olivier est autorisée jusqu'à la véraison. La production des vergers ne doit pas dépasser 8 tonnes d’olives à l'hectare. Les huiles d’olive ne sont élaborées qu’à partir d'olives provenant d'arbres âgés de 5 ans minimum.
Le début de la récolte est fixé par arrêté préfectoral sur proposition des services de l'INAO. L’ensemble des apports réalisés au moulin par campagne oléicole doit présenter pour chaque exploitation 20% maximum d’olives vertes et 50% minimum d’olives noires. Les olives doivent être récoltées directement sur l'arbre ou cueillies par gaulage traditionnel, par chute naturelle ou par des procédés mécaniques. La réception des fruits se fait sur des filets sous l'arbre. Il est à souligner que les olives ramassées à même le sol ou celles tombant naturellement doivent être conservées séparément des autres olives pouvant prétendre à l’élaboration d'huile d'olive AOC.

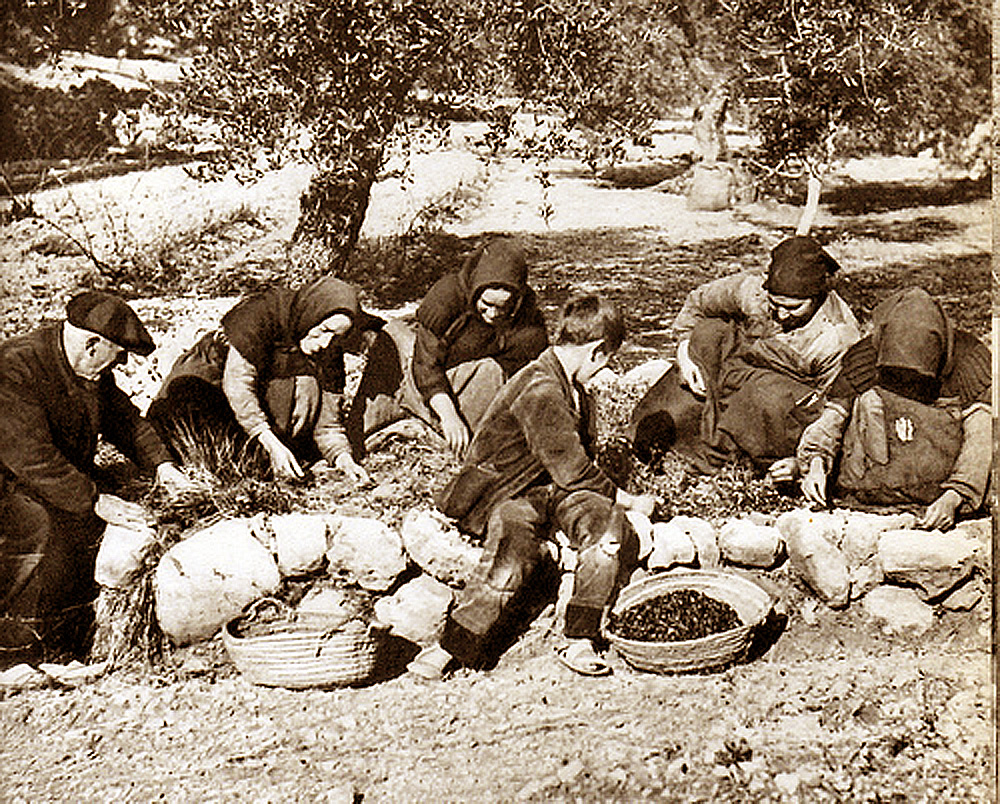
Olivade en Corse dans les années 1930

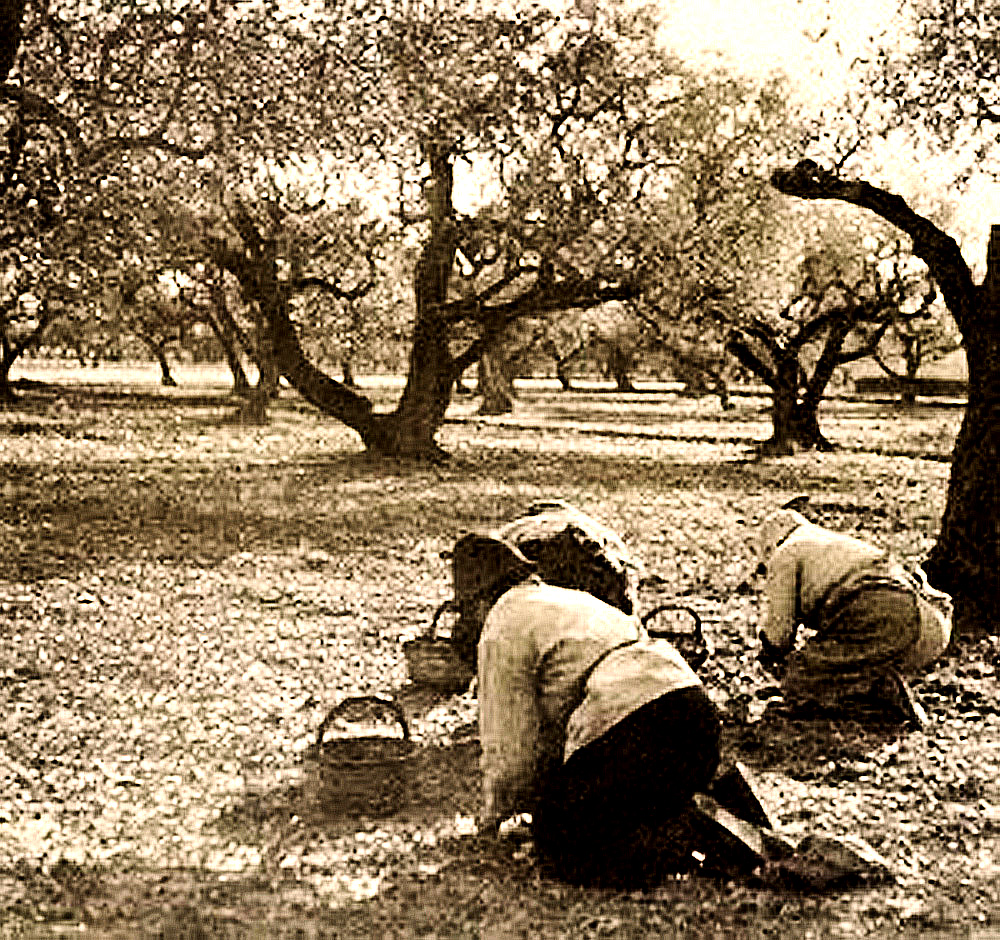
Cueillette des olives tombées au sol

La cueillette des olives se fait du mois de décembre au mois de mai. Au début du XXe siècle, dans les grandes propriétés en Balagne ou dans le Nebbiu, il était fait appel à une main-d'œuvre étrangère lorsque la main d'œuvre féminine locale ne suffisait pas. Par contre, dans les petites oliveraies familiales, les filles de la maison suffisaient souvent à ramasser tous les matins les olives tombées la nuit au pied des arbres. La récolte ne débute que lorsque les fruits ont atteint leur totale maturité. Les olives sont cueillies noires afin de perdre amertume et ardance,.
Il existe en Corse une situation bien spécifique, « l'usage a fait que les propriétaires des terrains ne sont pas toujours ceux des arbres qui s'y trouvent plantés. La jouissance des fruits qui appartiennent à une autre personne justifie donc des mesures particulières au moment de la récolte. En effet, les Corses ne gaulant généralement pas les olives, une opération considérée comme trop fatigante, il a fallu trouver un système pour organiser cette récolte qui s'étalait sur cinq mois, de manière à accorder les deux propriétaires distincts. Les intérêts du premier consistaient à louer les terres aux bergers pendant l'hiver, ceux du second, à bénéficier des fruits de ses arbres ». Pour les concilier, Maximilien Bigot précise, que lors de son étude statistique faite en 1887, « l'usage, depuis un temps immémorial, ne permet l'entrée du troupeau sur le pâturage que de neuf heures du matin à la tombée de la nuit. Durant l'intervalle de temps que réserve cet usage, le vent fait tomber les olives à terre, le propriétaire de l'arbre vient dès l'aube, et jusqu'à neuf heures du matin, ramasser tout ce qu'il trouve sous son arbre. »

Anciennes meules à triturer les olives
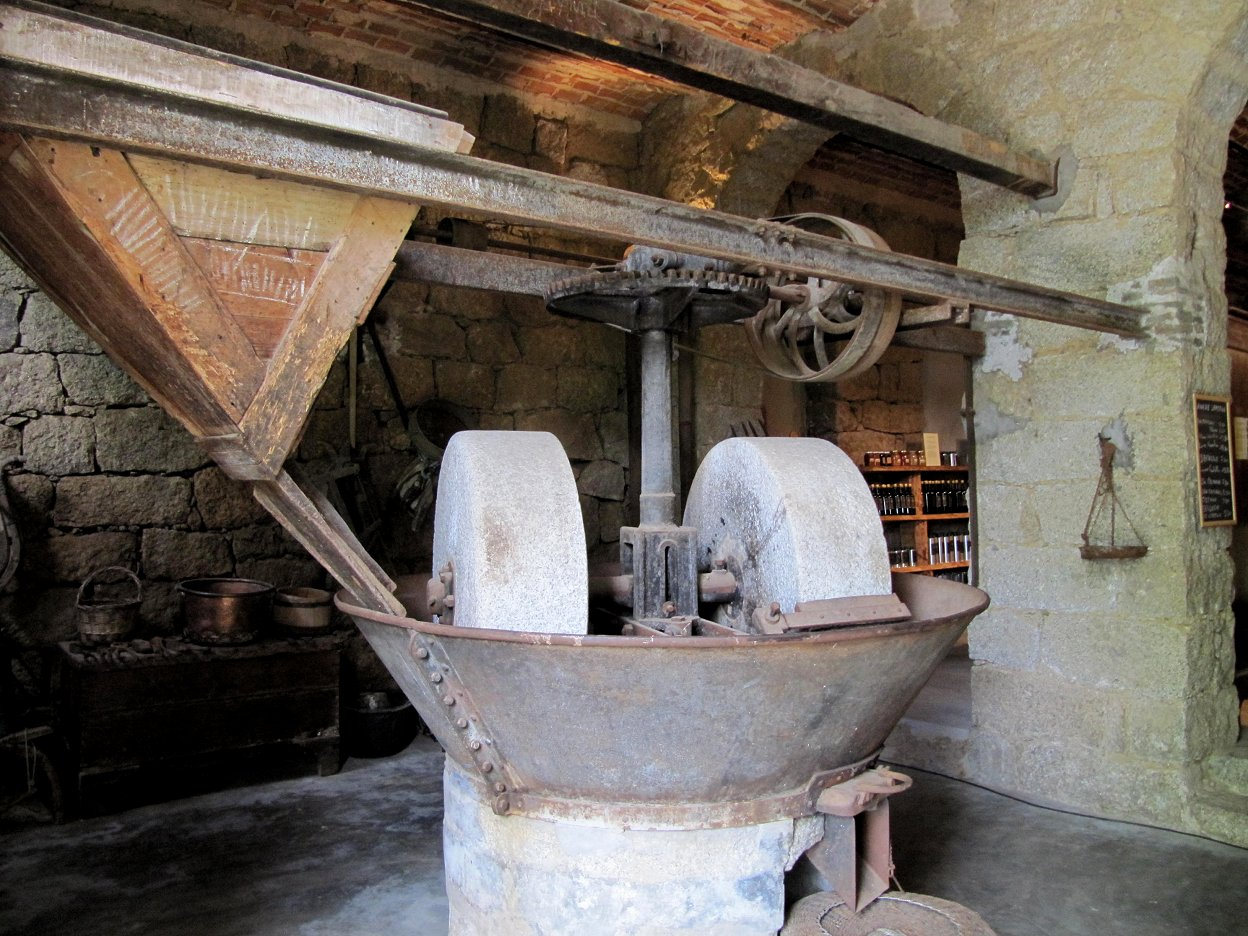
Meules du moulin de Sartène avec verseur à olives
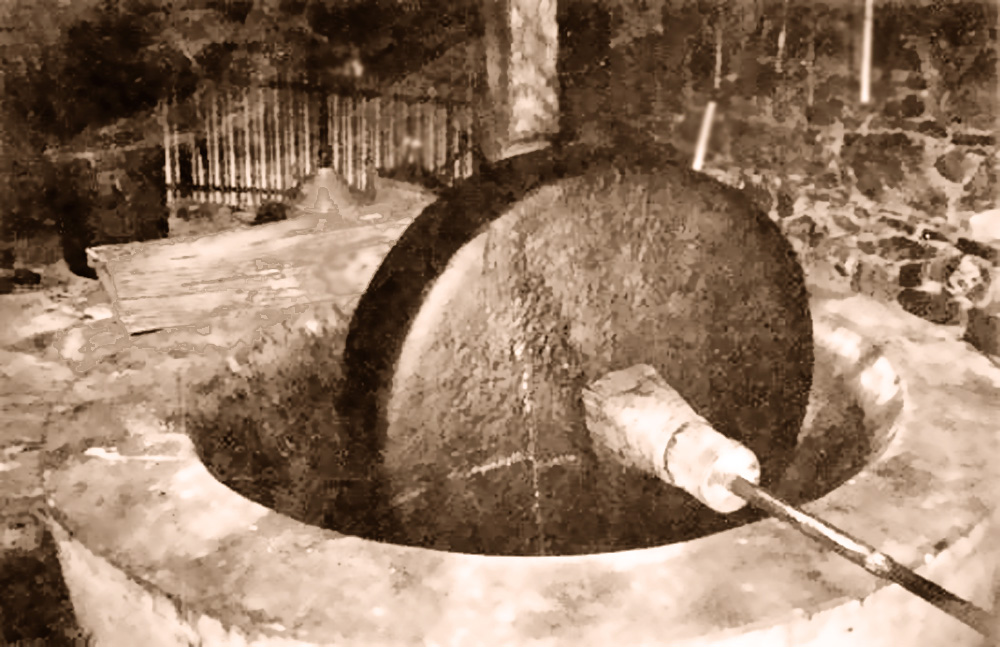
Moulin à Altiani
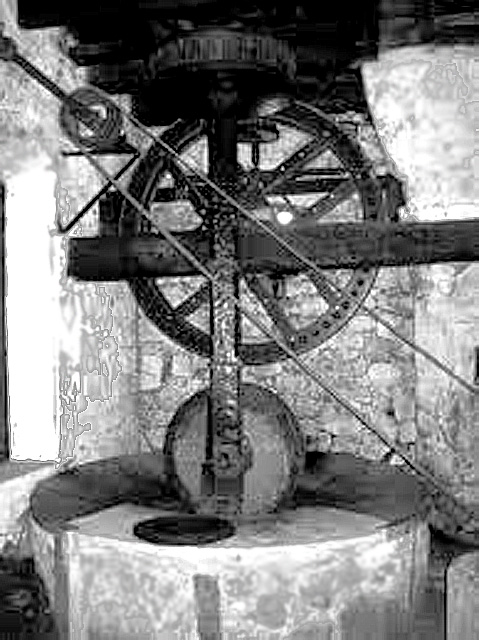
Moulin de Sainte-Lucie-de-Tallano
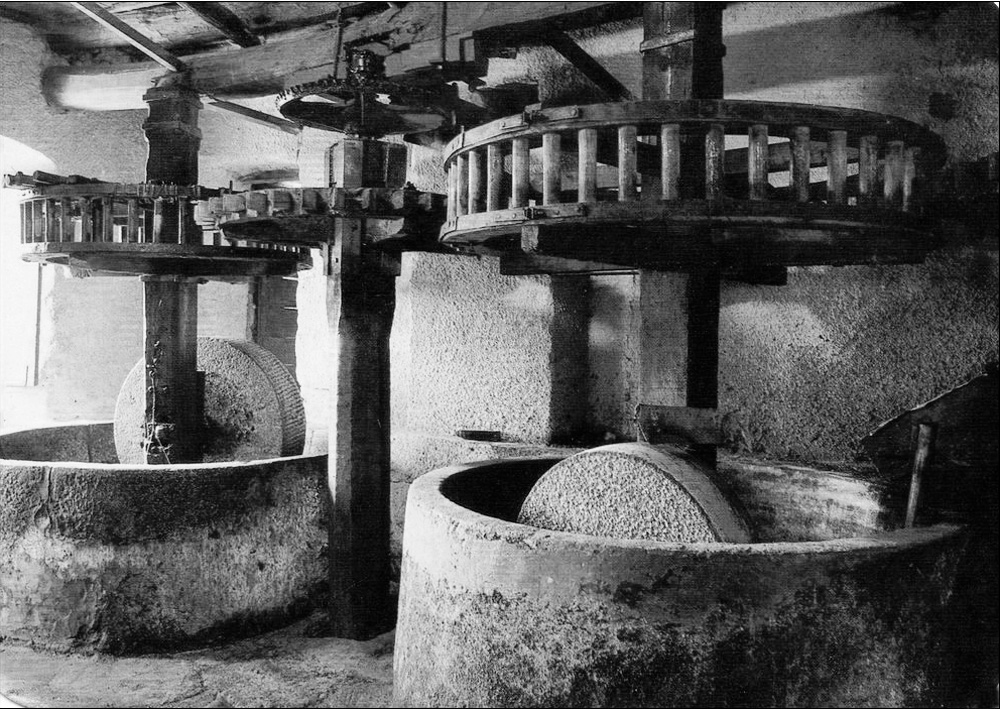
Moulin de l'Osteria Ambrosini à Feliceto
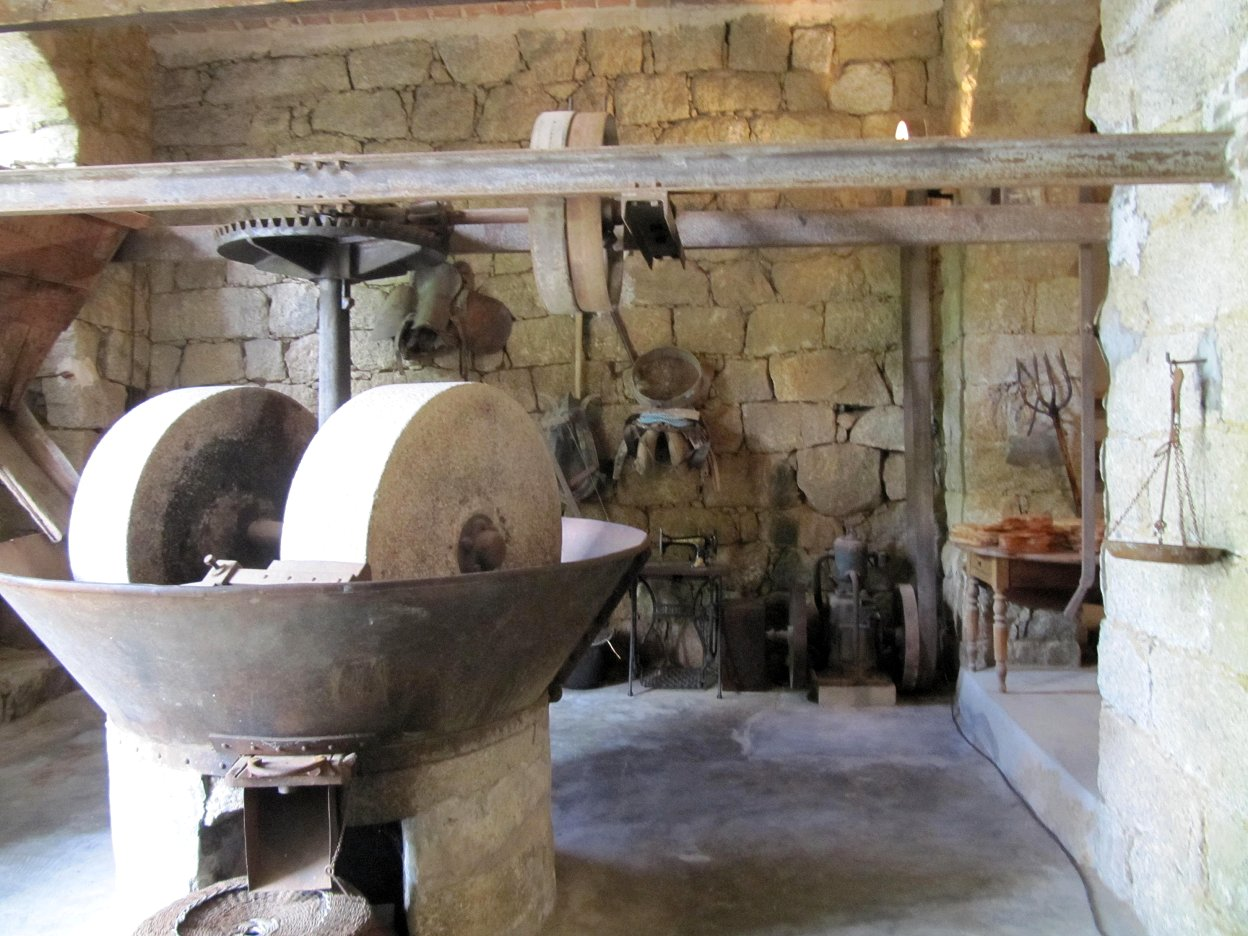
Moulin à huile de Sartène avec son engrenage

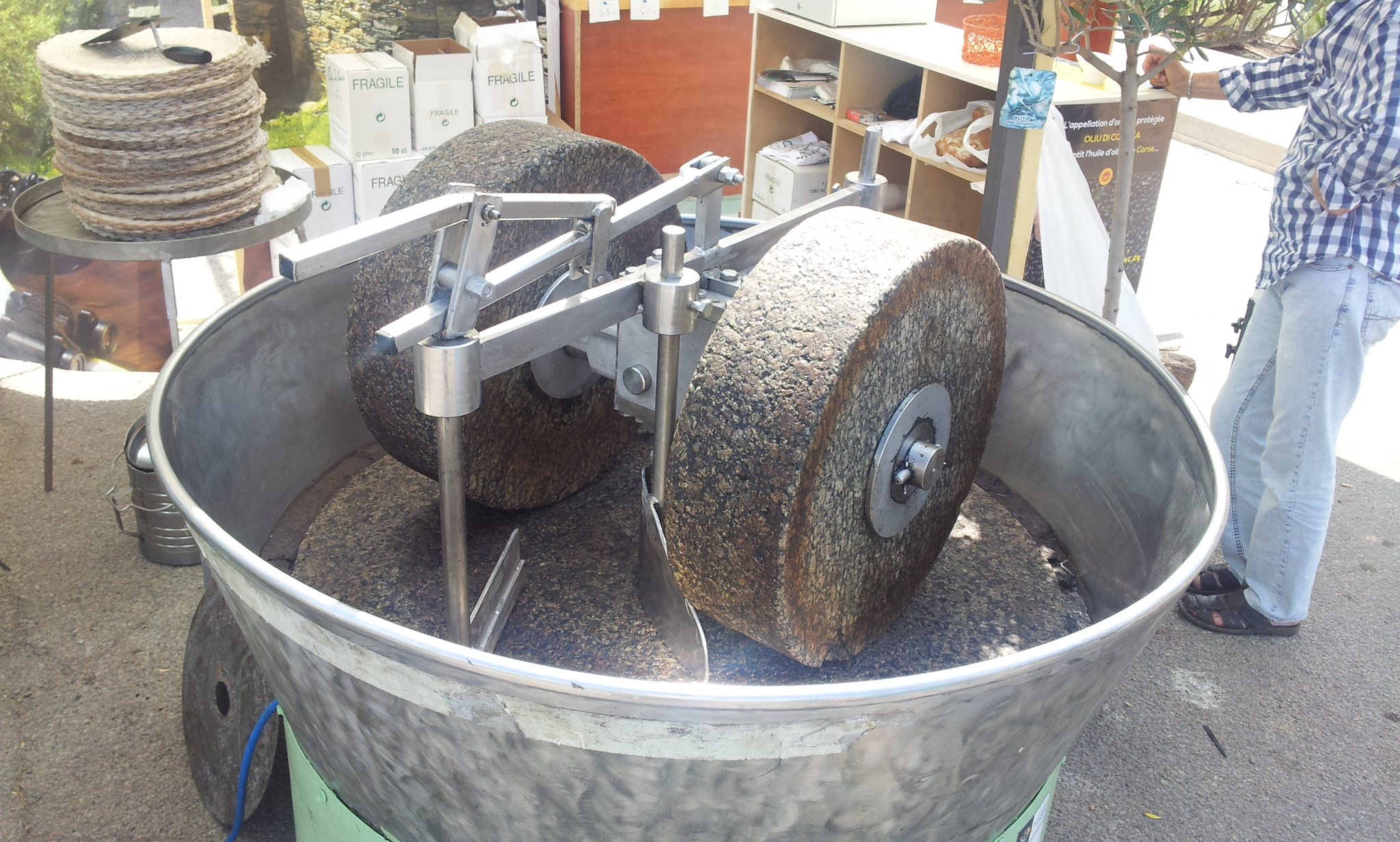
Meule en granit mue par une engrenage moderne à Porto-Vecchio

Autrefois, les pressoirs étaient présents dans chaque village. Actuellement le pressurage est fait dans des moulins à huile qui procèdent d'abord au détritage ou broyage des olives. Il a lieu dans une cuve et nécessite la présence d'une main-d'œuvre qualifiée.
Lorsque les olives ont été broyées sous la meule, la pâte obtenue est transportée au pressoir. Elle est placée dans des scourtins, dans lesquels elle va être pressée. Le travail du pressage est lent et il ne se fait guère plus d'une dizaine de pressées par jour, chacune traitant sept décalitres d'olives à la fois.
La première pression à froid donne ce qu'on appelle l'huile d'olive vierge. Cette huile est stockée dans des cuves où elle est laissée au repos jusqu'au mois de mai. Elle est alors transvasée de manière à éliminer le dépôt qui s'est accumulé au fond. Ce n'est après décantation qu'elle est prête à être consommée.

## Protection et garantie de l'AOC/AOP

Logo Huile d'olive de Corse

Logo Huile d'olive de Corse vierge extra

L'huile d'olive de Corse est garantie, au niveau national, par une appellation d'origine contrôlée depuis 2004 et, au niveau européen, par une appellation d'origine protégée depuis 2011. L'AOC et l'AOP, « identifient le produit, son authenticité, sa typicité et son origine géographique. Elles sont garantes de ses qualités et de ses caractéristiques, de son terroir d'origine, du savoir-faire du producteur, de l'antériorité et de la notoriété de méthodes de production et de son nom, Huile d'olive de Corse ou Oliu di Corsica. ».
Ce qui implique que chaque producteur de l'appellation respecte un cahier des charges assurant notamment la totale traçabilité du produit. Pour ce faire, et garantir le consommateur de toutes fraudes, il se soumet aux contrôles de ses produits mais aussi de ses méthodes de travail et de son exploitation. Les consommateurs sont donc assurés que le sol, le verger, le climat et le savoir-faire des producteurs confèrent une typicité à leur huile d'olive et de plus que celle-ci bénéficie d'une protection la mettant à l'abri de toute contrefaçon.

## Contrôle

Analyse sensorielle
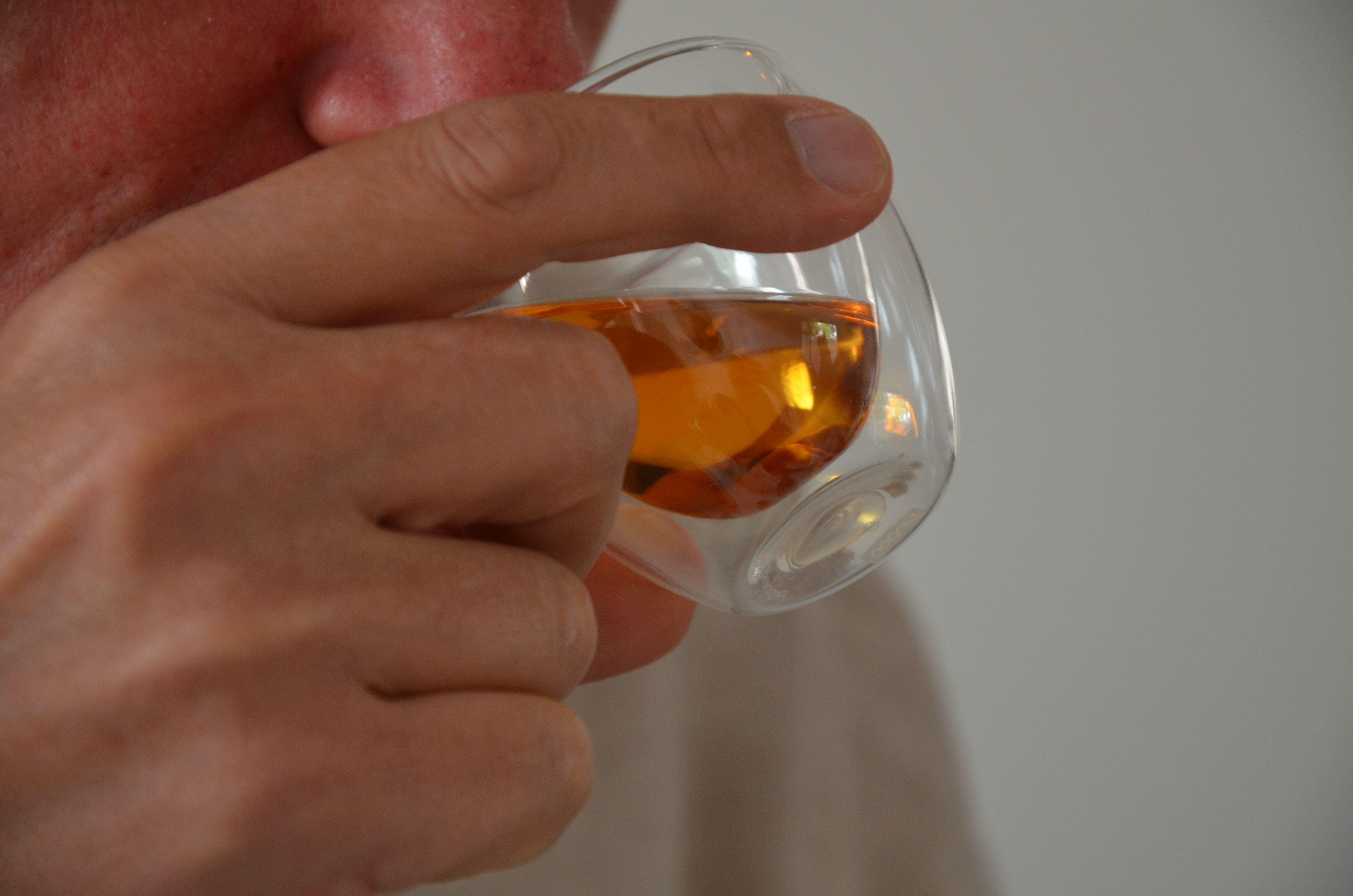
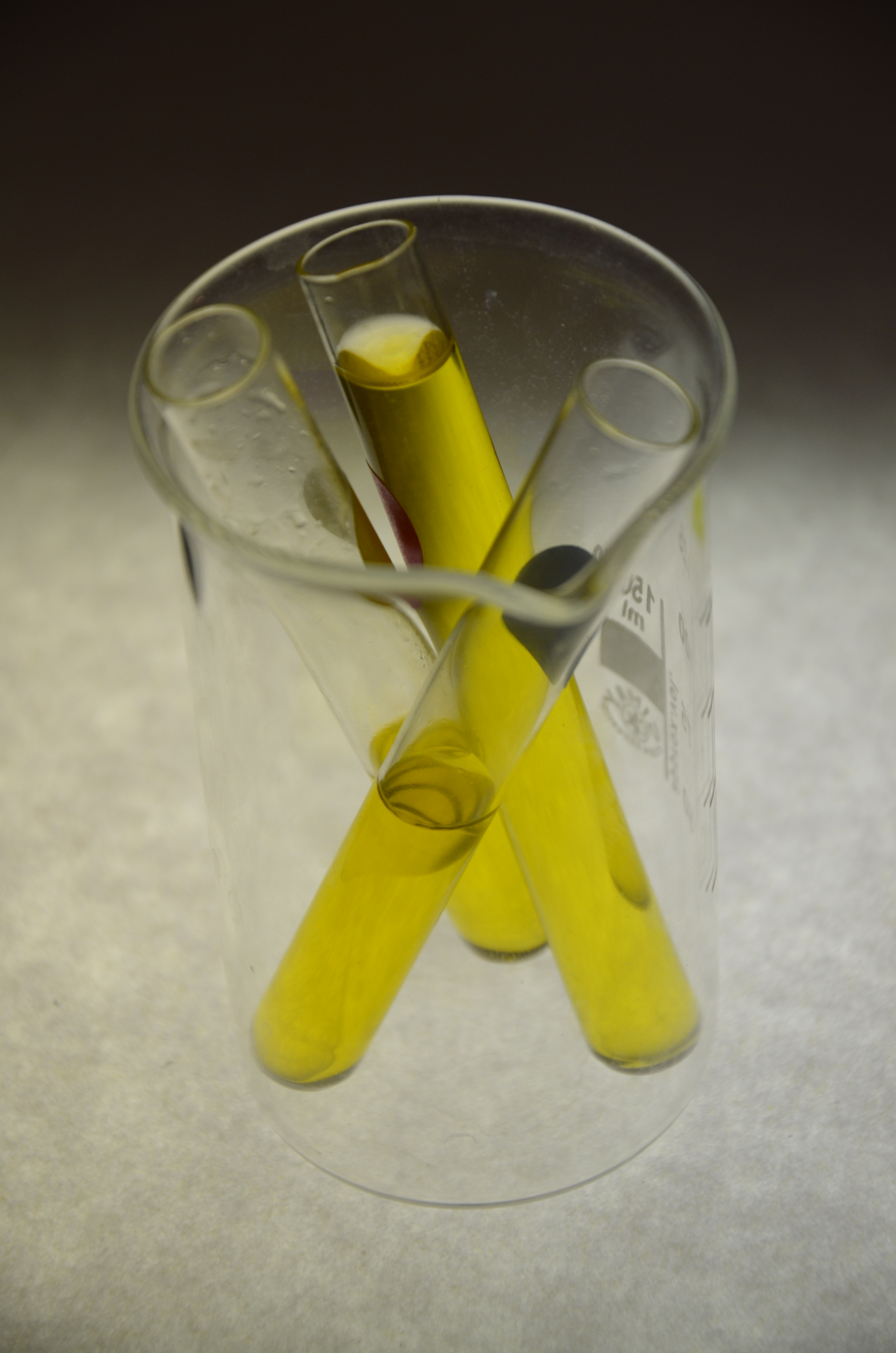
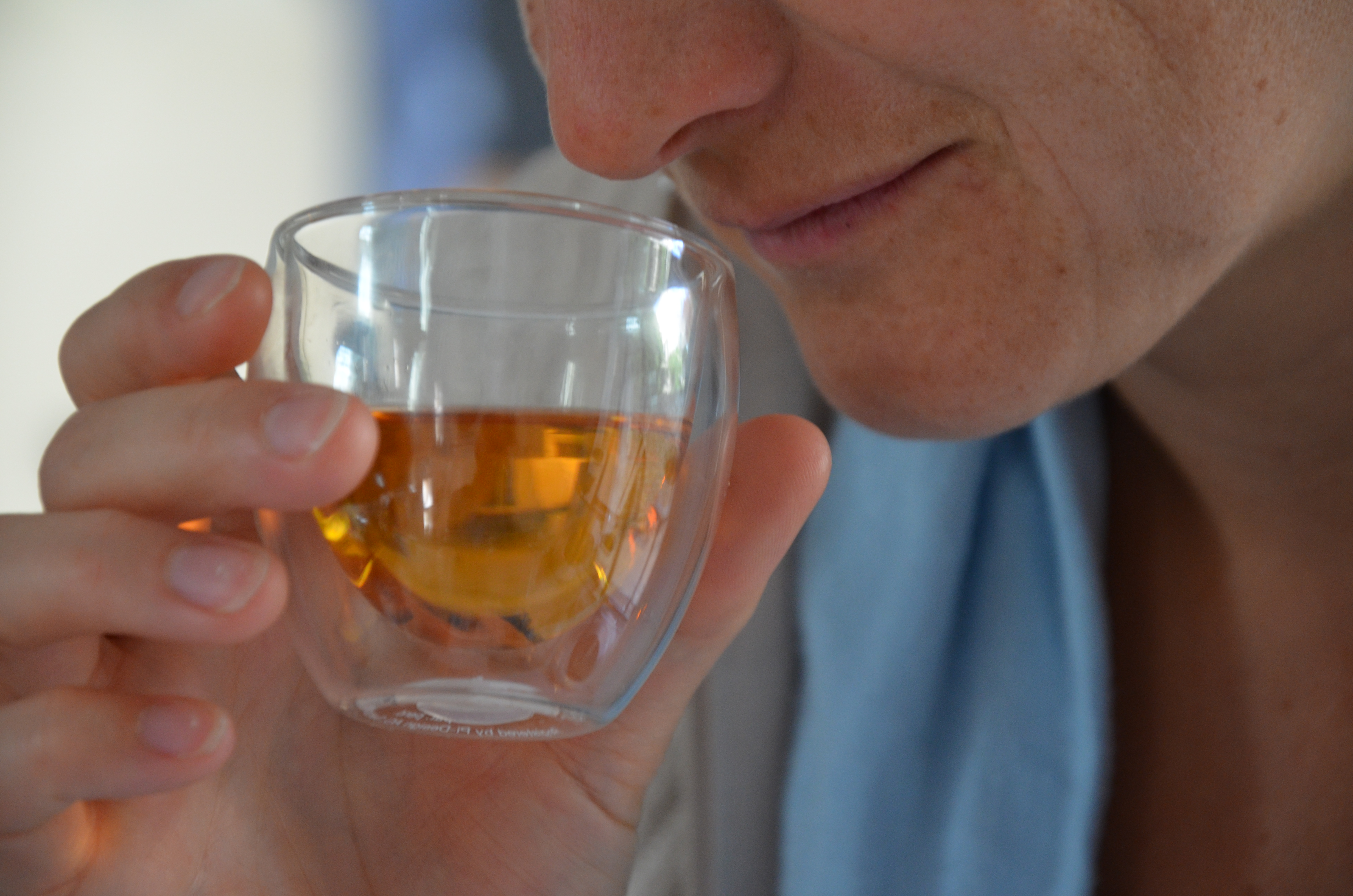

L'ensemble de la profession (producteurs et mouliniers) est soumise à des contrôles réguliers qui sont effectués de l'aire de production, à la conduite des oliviers, aux pratiques culturales, pour finir par la méthode et le matériel d'extraction et l'huile d'olive extraite.
La production est systématiquement analysée puis dégustée avant sa mise en bouteille. Chaque lot d'huile est analysé chimiquement par un laboratoire agréé, puis dégusté par un jury qualifié. Ce dernier test est fait par des experts. Il a pour but de vérifier tant l'absence de défauts que le respect de la typicité. Un produit refusé est immédiatement déclassé tant de l'AOC que de l'AOP,.

## Qualités gustatives
Si les huiles d'olive de l'île, produites sur une mosaïque de terroirs où poussent une grande variété d'espèces d'oliviers, offrent une grand palette aromatique, elles ont toutes un point commun : la douceur. Elles le doivent à des fruits récoltés à pleine maturité. En effet l'absence de gel, permet de récolter des olives qui ont eu le temps de murir sur l'arbre, ce qui leur permet de perdre leur amertume, leur ardence et de leur piquant.
Autres caractéristiques, c'est une huile onctueuse qui se présente dans une belle robe jaune doré. Selon la variété et le terroir, des nuances aromatiques s'ajoutent au goût du fruit mûr et donnent une grande diversité d'arômes. On y retrouve, en particulier, des notes d'artichaut et de pomme, de noix, de noisette ainsi que d'amande fraîche, des senteurs florales du maquis, d'herbe, de romarin et de foin, ainsi qu'une pointe de fraîcheur avec parfois des nuances de cacao,,.

## Statistiques sur l'huile d’olive depuis 1980
Il existe 7 000 hectares d’oliveraie en Corse mais seulement 2 100 hectares sont cultivés dans les conditions de production de l'AOC.
Production annuelle d'huile d'olive en Corse.

## Commercialisation
L'huile d'olive de Corse se retrouve rarement sur le continent. Elle est pourtant coutumière des prix dans les plus grands concours[réf. nécessaire] et est présente aussi sur les tables des grands chefs. Ceci implique une demande en hausse constante, notamment hors de l'île, alors qu'elle suffit à peine à combler les besoins locaux.
Les causes identifiées de cette quasi-pénurie sont la sécheresse qui frappe la Corse régulièrement et l'absence jusqu'alors de structure d'exportation performante. Conscients du problème, les oléiculteurs se sont dotés d'un groupement d'intérêt économique (GIE), chargé de commercialiser leur huile en France, en Europe et dans le monde.
Ce GIE entretient désormais de nombreux contacts en France, en Allemagne et en Angleterre. L'objectif affiché est, à terme[Quand ?], de mettre en marché entre 40 000 et 50 000 litres annuellement. Pour satisfaire à cette demande potentielle 350 hectares de nouveaux vergers doivent entrer en production.

## Foire de l'olivier à Montegrosso

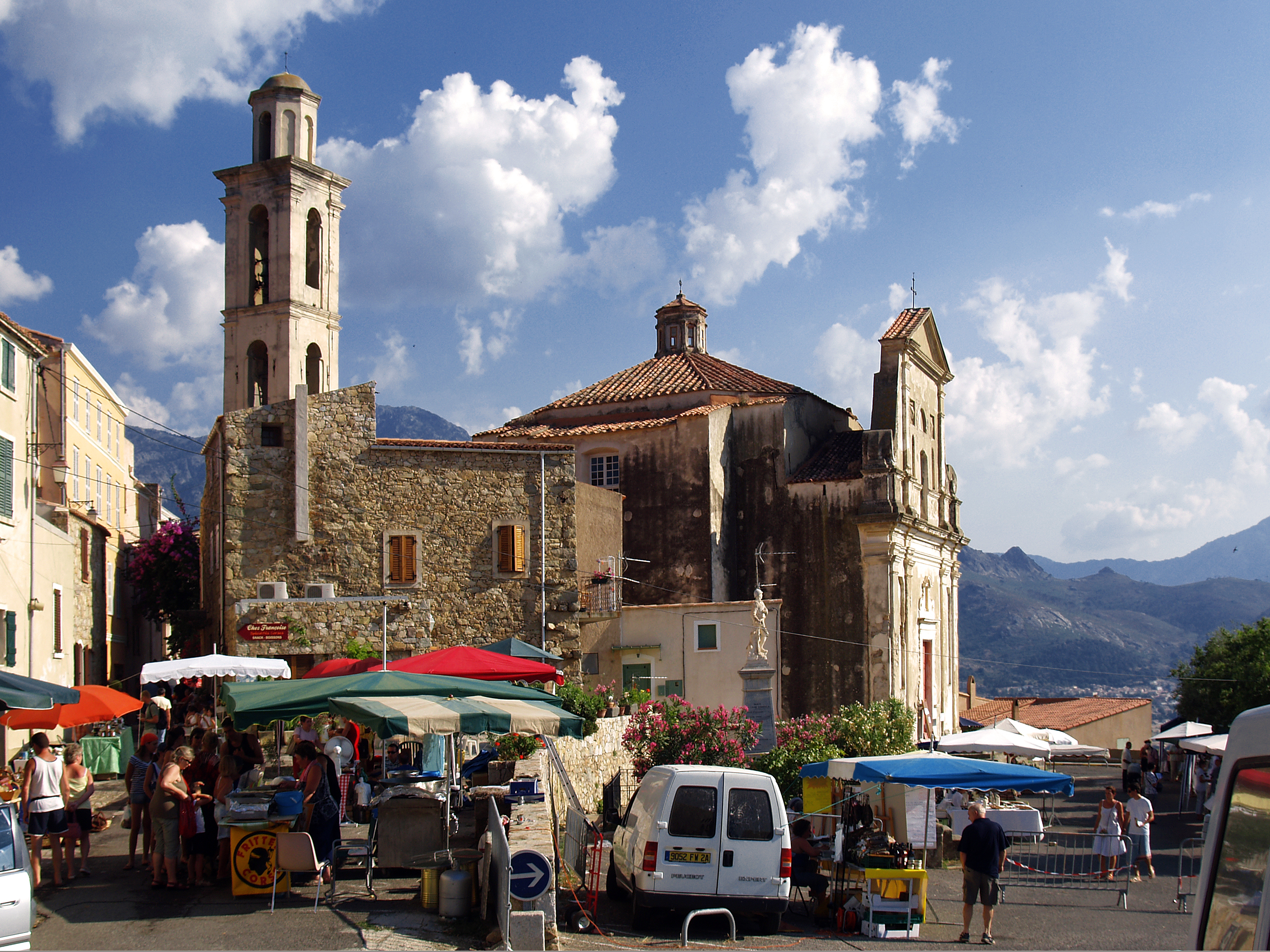
Foire de l'olivier à Montegrosso

Créée en 1989, cette foire est née d’une démarche collective de sensibilisation regroupant toutes les composantes de l’oléiculture. Cette manifestation, qui a été classée parmi les cent sites du goût par le CNAC (Conseil National des Arts Culinaires), a lieu chaque année le troisième week-end de juillet.
C'est d'abord une fête qui célèbre l'olivier mais aussi un lieu de rencontres et d'échanges avec les oléiculteurs et les techniciens français et européens. Elle a également su s’ouvrir aux autres productions locales : artisans, potiers, ferronniers, vanneurs, ébénistes, couteliers, sculpteurs, fromagers, pâtissiers, apiculteurs, charcutiers et viticulteurs. S'y retrouvent aussi des conteurs, des historiens, des peintres et des musiciens.